# Liste der technischen Denkmale im Landkreis Meißen (N–Z)
Die Liste der technischen Denkmale im Landkreis Meißen enthält die Technischen Denkmale im Landkreis Meißen.
Diese Liste ist eine Teilliste der Liste der Kulturdenkmale in Sachsen.
Aufgrund der großen Anzahl von technischen Denkmalen ist die Liste aufgeteilt in die
- Liste der technischen Denkmale im Landkreis Meißen (A–M)
- Liste der technischen Denkmale im Landkreis Meißen (N–Z)

Die Buchstaben entsprechen den Anfangsbuchstaben der Gemeindenamen.

## Legende
- Bild: Bild des Kulturdenkmals, ggf. zusätzlich mit einem Link zu weiteren Fotos des Kulturdenkmals im Medienarchiv Wikimedia Commons. Wenn man auf das Kamerasymbol klickt, können Fotos zu Kulturdenkmalen aus dieser Liste hochgeladen werden:
- Bezeichnung: Denkmalgeschützte Objekte und ggf. Bauwerksname des Kulturdenkmals
- Lage: Straßenname und Hausnummer oder Flurstücknummer des Kulturdenkmals. Die Grundsortierung der Liste erfolgt nach dieser Adresse. Der Link (Karte) führt zu verschiedenen Kartendiensten mit der Position des Kulturdenkmals. Fehlt dieser Link, wurden die Koordinaten noch nicht eingetragen. Sind diese bekannt, können sie über ein Tool mit einer Kartenansicht einfach nachgetragen werden. In dieser Kartenansicht sind Kulturdenkmale ohne Koordinaten mit einem roten bzw. orangen Marker dargestellt und können durch Verschieben auf die richtige Position in der Karte mit Koordinaten versehen werden. Kulturdenkmale ohne Bild sind an einem blauen bzw. roten Marker erkennbar.
- Datierung: Baubeginn, Fertigstellung, Datum der Erstnennung oder grobe zeitliche Einordnung entsprechend des Eintrags in der sächsischen Denkmaldatenbank
- Beschreibung: Kurzcharakteristik des Kulturdenkmals entsprechend des Eintrags in der sächsischen Denkmaldatenbank, ggf. ergänzt durch die dort nur selten veröffentlichten Erfassungstexte oder zusätzliche Informationen
- ID: Vom Landesamt für Denkmalpflege Sachsen vergebene, das Kulturdenkmal eindeutig identifizierende Objekt-Nummer. Der Link führt zum PDF-Denkmaldokument des Landesamtes für Denkmalpflege Sachsen. Bei ehemaligen Kulturdenkmalen können die Objektnummern unbekannt sein und deshalb fehlen bzw. die Links von aus der Datenbank entfernten Objektnummern ins Leere führen. Ein ggf. vorhandenes Icon  führt zu den Angaben des Kulturdenkmals bei Wikidata.

## Niederau
| Bild                                    | Bezeichnung | Lage                | Datierung                                | Beschreibung | ID       |
| --------------------------------------- | --- | ------------------- | ---------------------------------------- | --- | -------- |
| Weitere Bilder                          | Sachgesamtheit Königlich-Sächsische Triangulierung („Europäische Gradmessung im Königreich Sachsen“); Station 30 Großdobritz | Großdobritz (Karte) | bezeichnet 1866 (Triangulationssäule)    | Triangulationsstein; Station 1. Ordnung, vermessungsgeschichtlich und technikgeschichtlich von Bedeutung | 09304513 |
| Weitere Bilder                          | Bahnhof Niederau; Leipzig-Dresdner Eisenbahn                                                                                 | Niederau (Karte)    | 1842 (Bahnhof)                           | Bahnhof mit zwei Empfangsgebäuden, dem traufständigen früheren Restaurationsgebäude und dem giebelständigen einstigen „Personeneinstiegschuppen“; im Schweizerstil, Bestandteil der ab 1831 erbauten Ferneisenbahnstrecke Leipzig-Dresden, ältestes erhaltenes Bahnhofsgebäude Sachsen und drittältestes Deutschlands, baugeschichtlich, eisenbahngeschichtlich und ortsgeschichtlich von großer Bedeutung | 09267889 |
| Weitere Bilder                          | Windmühle Niederau | Niederau (Karte)    | 2. Hälfte 19. Jahrhundert (Mühle)        | Turmholländer; technikgeschichtlich von Bedeutung | 09267911 |
| Direkt Bild zu diesem Denkmal hochladen | Gutsbrauerei; Schloss und Rittergut Oberau (Sachgesamtheit)                                                                  | Oberau (Karte)      | 2. Hälfte 19. Jahrhundert (Gutsbrauerei) | Einzeldenkmale der Sachgesamtheit Schloss und Rittergut Oberau: Brauereikomplex mit Wohnhaus (Nr. 1c), Brauerei (Nr. 1) und Esse (siehe Sachgesamtheitsliste – Obj. 09303725); Gutsbrauerei, Gründerzeitgebäude im Schweizerstil, baugeschichtlich und ortsgeschichtlich von Bedeutung, auch technikgeschichtlich interessant                                                                              | 09303732 |

## Nossen, Stadt
| Bild                                    | Bezeichnung | Lage                                         | Datierung | Beschreibung | ID       |
| --------------------------------------- | --- | -------------------------------------------- | --- | --- | -------- |
| Weitere Bilder                          | Sachgesamtheit Königlich-Sächsische Triangulierung („Europäische Gradmessung im Königreich Sachsen“); Station 102 Schleinitzhöhe | (Karte)                                      | bezeichnet 1868 (Triangulationssäule) | Triangulationssäule; Station 2. Ordnung, vermessungsgeschichtlich und technikgeschichtlich von Bedeutung | 09305041 |
| Direkt Bild zu diesem Denkmal hochladen | Eisenbahnstrecke Riesa–Nossen | Eulitz (Karte)                               | 1877–1880 (Eisenbahnbrücke) | Zwei Eisenbahnbrücken der Bahnlinie Riesa–Nossen, darunter eine Zweibogenbrücke über Feldweg und Bach nach Graupzig, eine Einbogenbrücken über Feldweg an der Straße nach Leuben; Bruchsteinbrücken, baugeschichtlich und eisenbahngeschichtlich von Bedeutung | 09304155 |
| Direkt Bild zu diesem Denkmal hochladen | Eisenbahnstrecke Riesa–Nossen | Graupzig (Karte)                             | 1877–1880 (Eisenbahnbrücke) | Zwei Eisenbahnbrücken der Bahnlinie Riesa–Nossen, darunter eine Einbogenbrücken über den Ketzerbach, eine Bogenbrücke (Durchlass) durch den Bahndamm nahe der Niedermühle; Bruchsteinbrücken, baugeschichtlich und eisenbahngeschichtlich von Bedeutung | 09304156 |
| Direkt Bild zu diesem Denkmal hochladen | Wegestein | Graupzig (Karte)                             | 19. Jahrhundert (Wegestein) | verkehrsgeschichtlich von Bedeutung | 09266286 |
| Direkt Bild zu diesem Denkmal hochladen | Straßenbrücke über den Stahnaer Bach                                                                                             | Graupzig (Karte)                             | um 1800 (Straßenbrücke) | kleine Zweibogenbrücke mit halbrundem Strompfeiler, baugeschichtlich von Bedeutung | 09268056 |
| Direkt Bild zu diesem Denkmal hochladen | Ziegelei mit Brennofen, zwei Trockenschuppen und Transportsystemen                                                               | Graupzig (Karte)                             | 1889 (Ziegelei) | Brennofen: Acht-Kammer-Zick-Zack-Ofen, 1945 auf 12 Brennkammern erweitert, gut erhaltenes, technikgeschichtliches Denkmal | 09268081 |
|                                         | Roggenmühle Dietrich; Dietrichmühle; Niedermühle Graupzig                                                                        | Graupzig (Karte)                             | bezeichnet 1893 (Getreidemühle); um 1925 (Plansichter); 1948 (Quetsche); 1938 (Ausmahlmaschine); vor 1900 (Walzenstuhl)                             | Wohnmühlengebäude (mit Wasserrad und Mühlentechnik); neben der Brendelmühle im Ortsteil Ziegenhain letzte von ursprünglich 18 Mühlen am Ketzerbach, mit vollständiger, original erhaltener Mühlenausstattung, ortsgeschichtlich und technikgeschichtlich bedeutend sowie singulär | 09268055 |
| Direkt Bild zu diesem Denkmal hochladen | Wegestein | Heynitz (Karte)                              | 19. Jahrhundert (Wegestein) | kleiner markanter Schaft mit Inschriftfeldern, Richtungsanzeigern und einfacher, abgerundeter Kopfgestaltung, bedeutend für die Orts- und Verkehrsgeschichte | 09267887 |
| Direkt Bild zu diesem Denkmal hochladen | Wegestein | Heynitz (Karte)                              | 3. Viertel 19. Jahrhundert (Wegestein) | Sandsteinschaft mit flachem, pyramidenförmigem Abschluss, Inschrift und Richtungsanzeigern, orts- und verkehrsgeschichtliche bedeutend | 09302726 |
| Direkt Bild zu diesem Denkmal hochladen | Wohnhaus | Heynitz (Karte)                              | bezeichnet 1847 (Molkerei) | ländliches Wohnhaus, Obergeschoss Fachwerk, ehemalige Molkerei in unmittelbarer Nähe zum Schloss und Rittergut Heynitz, baugeschichtlich und ortsgeschichtlich von Bedeutung | 09267796 |
| Direkt Bild zu diesem Denkmal hochladen | Wegestein | Heynitz (Karte)                              | bezeichnet 1860 (Wegestein) | kleiner markanter Schaft mit Inschriftfeldern, Richtungsanzeigern und einfacher, abgerundeter Kopfgestaltung, bedeutend für die Ortsgeschichte und Verkehrsgeschichte | 09303973 |
| Direkt Bild zu diesem Denkmal hochladen | Wegestein | Heynitz (Karte)                              | 1. Hälfte 19. Jahrhundert (Wegestein) | Sandsteinstele mit Inschriften und Richtungsanzeigern, ortsgeschichtlich und verkehrsgeschichtlich bedeutsam | 09267815 |
| Weitere Bilder                          | Sachgesamtheit Königlich-Sächsische Triangulierung („Europäische Gradmessung im Königreich Sachsen“); Station 74 Katzenberg      | Heynitz Heynitzer Straße 60 (hinter) (Karte) | bezeichnet 1866 (Triangulationssäule) | Triangulationssäule; Station 2. Ordnung, vermessungsgeschichtlich und technikgeschichtlich von Bedeutung | 09305040 |
| Weitere Bilder                          | Heynitzer Windmühle (ehem.) | Heynitz (Karte)                              | um 1800 (Mühle) | Wohnstallhaus und Seitengebäude eines Mühlenanwesens; Wohnstallhaus Obergeschoss Fachwerk, baugeschichtlich und ortsgeschichtlich von Bedeutung | 09267814 |
| Direkt Bild zu diesem Denkmal hochladen | Wegestein | Höfgen (Karte)                               | bezeichnet 1834 (Wegestein) | verkehrsgeschichtlich von Bedeutung | 09268185 |
| Direkt Bild zu diesem Denkmal hochladen | Ufermühle | Ilkendorf (Karte)                            | um 1850 (Mühle) | Wohnmühlengebäude (ehem.), Seitengebäude und Scheune eines Mühlenanwesens; geschlossen und authentisch erhaltenes Ensemble seiner Zeit, Hauptbau mit schlichter historistischer Gestaltung, Reste der Radkammer am rückwärtigen Giebel des Wohnmühlenhauses, baugeschichtlich und ortsgeschichtlich bedeutend | 09269680 |
| Direkt Bild zu diesem Denkmal hochladen | Wegestein | Klessig (Karte)                              | 19. Jahrhundert (Wegestein) | verkehrsgeschichtlich von Bedeutung | 09268353 |
| Direkt Bild zu diesem Denkmal hochladen | Eisenbahnstrecke Borsdorf–Coswig                                                                                                 | Kottewitz (Karte)                            | zwischen 1898/1909 (Eisenbahnbrücke) | Eisenbahnbrücke über die Straße Buschhaus; Naturstein-Bogenbrücke, baugeschichtlich und eisenbahngeschichtlich von Bedeutung | 09304573 |
|                                         | Eisenbahnstrecke Riesa–Nossen | Kreißa (Karte)                               | 1877–1880 (Eisenbahnbrücke) | Eisenbahnbrücke der Bahnlinie Riesa–Nossen; Einbogenbrücke (Bruchstein), verkehrsgeschichtlich und eisenbahngeschichtlich von Bedeutung | 09304462 |
| Weitere Bilder                          | Brücke über das Schänitzer Wasser oder den Leippenbach                                                                           | Leippen (Karte)                              | 19. Jahrhundert (Brücke) | baugeschichtlich von Bedeutung | 09269831 |
| Weitere Bilder                          | Eisenbahnstrecke Riesa–Nossen | Leuben (Karte)                               | 1877–1880 (Eisenbahnbrücke) | Vier Eisenbahnbrücken der Bahnlinie Riesa–Nossen, darunter eine Dreibogenbrücke über die Lommatzscher Straße, eine Zweibogenbrücke über die Bahnhofstraße und zwei Einbogenbrücken über Feldwege; Bruchsteinbrücken, baugeschichtlich und eisenbahngeschichtlich von Bedeutung | 09267316 |
| Direkt Bild zu diesem Denkmal hochladen | Wegestein | Leuben (Karte)                               | 19. Jahrhundert (Wegestein) | verkehrsgeschichtlich von Bedeutung | 09267317 |
| Direkt Bild zu diesem Denkmal hochladen | Wegestein | Mahlitzsch (Karte)                           | 1. Hälfte 19. Jahrhundert (Wegestein) | kleiner markanter Schaft mit Inschriftfeldern, Richtungsanzeigern und einfacher, abgerundeter Kopfgestaltung, bedeutend für die Orts- und Verkehrsgeschichte | 09302474 |
| Direkt Bild zu diesem Denkmal hochladen | Wegestein | Mahlitzsch (Karte)                           | 2. Hälfte 19. Jahrhundert (Wegestein) | Sandsteinstele mit Schaft, Richtungsanzeigen und Inschriften, ortsgeschichtlich und verkehrsgeschichtlich bedeutend | 09267782 |
| Weitere Bilder                          | Wegestein | Mertitz (Karte)                              | 19. Jahrhundert (Wegestein) | verkehrsgeschichtlich von Bedeutung | 09268059 |
| Direkt Bild zu diesem Denkmal hochladen | Wegestein | Mutzschwitz (Karte)                          | bezeichnet 1830 (Wegestein) | verkehrsgeschichtlich von Bedeutung | 09269816 |
| Weitere Bilder                          | Brennofen einer Ziegelei | Neubodenbach (Karte)                         | 19. Jahrhundert (Ziegelbrennofen) | Zickzack-Ziegelofen, technikgeschichtlich von Bedeutung | 09268479 |
| Direkt Bild zu diesem Denkmal hochladen | Brennofen einer ehemaligen Ziegelei                                                                                              | Neubodenbach (Karte)                         | 2. Hälfte 19. Jahrhundert (Ziegelbrennofen) | Bruchsteinbau, technikgeschichtlich von Bedeutung | 09268491 |
| Weitere Bilder                          | Eisenbahnstrecke Riesa–Nossen | Neubodenbach (Karte)                         | 1877–1880 (Straßenbrücke) | Straßenbrücke über die Bahnlinie Riesa–Nossen; Einbogenbrücke (Bruchstein), verkehrsgeschichtlich und eisenbahngeschichtlich von Bedeutung | 09304460 |
| Weitere Bilder                          | Autobahnbrücke Siebenlehn | Nossen (Karte)                               | 1935–1937 (Autobahnbrücke) | Autobahnbrücke über das Muldental; Widerlager und Pfeiler aus Beton mit Werksteinverkleidung, Überbau ehemals mit Stahlvollwandträgern, heute Spannbetonkonstruktion; verkehrsgeschichtlich und technikgeschichtlich von Bedeutung, landschaftsprägend | 09201254 |
| Direkt Bild zu diesem Denkmal hochladen | Puppen- und Spielwarenfabrik Buschow & Beck (ehem.)                                                                              | Nossen (Karte)                               | Ende 19. Jahrhundert (Fabrikgebäude) | Ehem. Fabrikanlage mit zwei Produktionsgebäuden und einer Esse; Klinkerbauten mit Lisenengliederung, Zierankern und Segmentbogenfenstern, charakteristische Industriearchitektur der zweiten Hälfte des 19. Jahrhunderts, zeugt zudem von der Industrialisierung Nossens während und nach der Gründerzeit, einer der wenigen Standorte sächsischer Puppenherstellung, industriegeschichtlich, ortsgeschichtlich und baugeschichtlich bedeutend | 09267072 |
| Direkt Bild zu diesem Denkmal hochladen | Grundborn | Nossen (Karte)                               | 2. Hälfte 19. Jahrhundert (Brunnenhaus) | Brunnenhaus mit kniehoher Stützmauer und Vorplatzgestaltung; markantes und für Nossen technikgeschichtlich bedeutsames Bauwerk | 09267266 |
| Weitere Bilder                          | Bahnhof und Bahnbetriebswerk Nossen                                                                                              | Nossen (Karte)                               | um 1875 (Empfangsgebäude); 2. Hälfte 19. Jahrhundert (Kleinbahnlokschuppen); um 1875 (Rundlokschuppen); 1920er Jahre (Stellwerk); um 1910 (Laterne) | Bahnhof mit Empfangsgebäude und Bahnsteigen einschließlich Bahnsteigüberdachungen sowie Wasserkran, weiterhin Straßenlaterne auf dem Bahnhofsvorplatz, dazu Anlage der Schmalspurbahn mit Bahnsteigüberdachungen, Lokschuppen, weiterem Gebäude (Kohleschuppen und Werkstatt), Bock- oder Portalkran, des Weiteren Bahnbetriebswerk mit Rundlokschuppen einschließlich Drehscheibe und Schmalspurgleis für Lokomotivreparatur (Hochgleis), Lokwerkstatt, hydraulischer Presse, so genanntem „Deutschlandgerät“ und Wasserkran, außerdem Stellwerke I und II, Güterbahnhof kein Denkmal; gesamter Komplex weitgehend geschlossen erhaltener sächsischer Kleinstadtbahnhof, Bahnsteigüberdachung der Schmalspurbahn einzige erhaltene neben Dippoldiswalde, eingleisige Lokschuppen der Schmalspurbahn letzte neben denen in Carlsfeld, Bahnhof von besonderer technikgeschichtlicher und verkehrsgeschichtlichen Bedeutung | 09267011 |
| Weitere Bilder                          | Pöppelmannbrücke | Nossen (Karte)                               | 1715–1717 (Straßenbrücke) | Brücke über die Mulde; markante barocke Bogenbrücke, eines der bedeutendsten Zeugnisse der Verkehrs- und Produktionsgeschichte, nach Entwurf des Dresdner Zwingerbaumeisters Matthäus Daniel Pöppelmann, baugeschichtlich und technikgeschichtlich bedeutend | 09267172 |
|                                         | Sämischlederfabrik; Gerberei | Nossen (Karte)                               | bezeichnet 1833 (Wohngebäude); um 1910 (Fabrik) | Lederfabrik, ehemalige Gerberei, mit Esse sowie Wohngebäude; von Eckturm dominiertes Hauptgebäude mit verschiedenen rückwärtigen Anbauten, Schornstein und freistehenden Bauten, Wohngebäude mit hohem Mansarddach, ortsgeschichtlich und industriegeschichtlich bedeutsamer Komplex, älteste Nossener Lederfabrik (gegründet 1830) | 09267086 |
| Direkt Bild zu diesem Denkmal hochladen | Steinbogenbrücke über den Eulabach                                                                                               | Nossen (Karte)                               | 19. Jahrhundert (Brücke) | alte Ortslage Eula, wohl eine der letzten ihrer Art in Nossen, baugeschichtlich bedeutend | 09303126 |
| Direkt Bild zu diesem Denkmal hochladen | Garnspinnerei (ehem.) | Nossen (Karte)                               | um 1900 (Spinnerei) | Fabrikgebäude; markanter Klinkerbau mit Lisenengliederung, gestalterisch anspruchsvolles Beispiel der Industriearchitektur um 1900, dokumentiert zudem Industrialisierung Nossens, baugeschichtlich und ortsgeschichtlich bedeutend | 09267074 |
| Weitere Bilder                          | Kursächsische Postmeilensäulen (Sachgesamtheit)                                                                                  | Nossen Markt 2 (vor) (Karte)                 | bezeichnet 1727, Kopie (Postdistanzsäule) | Postmeilensäule; Kopie einer Distanzsäule, verkehrsgeschichtlich von Bedeutung | 09302743 |
| Weitere Bilder                          | Kursächsische Postmeilensäulen (Sachgesamtheit)                                                                                  | Nossen (Karte)                               | bezeichnet 1722 (Halbmeilensäule) | Postmeilensäule; Kopie einer Halbmeilensäule, verkehrsgeschichtlich von Bedeutung | 09267057 |
| Direkt Bild zu diesem Denkmal hochladen | Wegestein | Nossen                                       | 3. Viertel 19. Jahrhundert (Wegestein) | Sandsteinsäule oder stele mit dachförmigem Abschluss, dazu Inschriften und Richtungsweiser, verkehrsgeschichtlich von Bedeutung | 09304618 |
|                                         | Kursächsische Postmeilensäulen (Sachgesamtheit)                                                                                  | Nossen Waldheimer Straße 230 (bei) (Karte)   | bezeichnet 1727 (Ganzmeilensäule) | Postmeilensäule; restaurierte und ergänzte Ganzmeilensäule, verkehrsgeschichtlich von Bedeutung | 09303308 |
| Direkt Bild zu diesem Denkmal hochladen | Eisenbahnstrecke Riesa–Nossen | Pinnewitz (Karte)                            | 1877–1880 (Eisenbahnbrücke) | Zwei Eisenbahnbrücken der Bahnlinie Riesa–Nossen, eine Einbogenbrücken über einen Feldweg an der Straße nach Oberstößwitz und eine Bogenbrücke über den Kelzgebach (Durchlass) durch den Bahndamm, weiterhin eine Straßenbrücke nach Höfgen über die Bahnlinie Riesa–Nossen; in Bruchsteinmauerwerk, baugeschichtlich und technikgeschichtlich von Bedeutung | 09304463 |
| Weitere Bilder                          | Wegestein | Rüsseina (Karte)                             | 19. Jahrhundert (Wegestein) | verkehrsgeschichtlich von Bedeutung | 09268360 |
| Direkt Bild zu diesem Denkmal hochladen | Wegestein | Saultitz (Karte)                             | 19. Jahrhundert (Wegestein) | verkehrsgeschichtlich von Bedeutung | 09268504 |
| Weitere Bilder                          | Wegestein | Schleinitz (Karte)                           | 1. Hälfte 19. Jahrhundert (Wegestein) | verkehrsgeschichtlich bedeutend | 09303978 |
| Direkt Bild zu diesem Denkmal hochladen | Eisenbahnstrecke Riesa–Nossen | Starbach (Karte)                             | 1877–1880 (Eisenbahnbrücke) | Zwei Eisenbahnbrücken der Bahnlinie Riesa–Nossen, eine Einbogenbrücken an der Straße Am Bahnhof und eine Bogenbrücke über den Starbach (Durchlass) durch den Bahndamm; in Bruchsteinmauerwerk, baugeschichtlich und technikgeschichtlich von Bedeutung | 09304461 |
|                                         | Bahnhof Starbach; Eisenbahnstrecke Riesa–Nossen                                                                                  | Starbach (Karte)                             | 2. Hälfte 19. Jahrhundert (Bahnhof) | Ehemaliges Bahnhofsgebäude (Nr. 2), Toilettenhäuschen und Güterschuppen (Nr. 4); im weitgehenden Originalzustand erhaltene Bahnhofsbauten des späten 19. Jahrhunderts, baugeschichtlich und ortsgeschichtlich von Bedeutung | 09304459 |
| Weitere Bilder                          | Eisenbahnstrecke Riesa–Nossen | Wahnitz (Karte)                              | 1877–1880 (Eisenbahnbrücke) | Zwei Eisenbahnbrücken der Strecke Riesa–Nossen über zwei Feldwege; baugeschichtlich und eisenbahngeschichtlich von Bedeutung | 09304040 |
| Direkt Bild zu diesem Denkmal hochladen | Straßenbrücke über den Ketzerbach                                                                                                | Wahnitz (Karte)                              | 19. Jahrhundert (Straßenbrücke) | Einbogenbrücke in Bruchstein, baugeschichtlich von Bedeutung; ehemalig | 09268069 |
| Weitere Bilder                          | Wegestein | Wendischbora (Karte)                         | 3. Viertel 19. Jahrhundert (Wegestein) | Sandsteinsäule mit Schaft und etwas breiterem Kopf einschl. vierseitigem, dachartigem Abschluss, dazu Inschrift (Mahlitzsch noch lesbar) und Richtungsweisern, verkehrsgeschichtlich bedeutend | 09305398 |
| Direkt Bild zu diesem Denkmal hochladen | Wegestein | Wunschwitz (Karte)                           | 1. Hälfte 19. Jahrhundert (Wegestein) | kleiner markanter Schaft mit Inschriften, Richtungsanzeigern und einfacher, abgerundeter Kopfgestaltung, bedeutend für die Orts- und Verkehrsgeschichte | 09267816 |
| Direkt Bild zu diesem Denkmal hochladen | Straßenbrücke über den Ketzerbach                                                                                                | Ziegenhain (Karte)                           | bezeichnet 1876 (Brücke) | Steinbogenbrücke, verkehrsgeschichtlich von Bedeutung | 09269830 |
| Direkt Bild zu diesem Denkmal hochladen | Brücke über den Ketzerbach | Ziegenhain (Karte)                           | 19. Jahrhundert (Brücke) | baugeschichtlich von Bedeutung | 09268184 |
| Direkt Bild zu diesem Denkmal hochladen | Eisenbahnstrecke Riesa–Nossen | Ziegenhain (Karte)                           | 1877–1880 (Eisenbahnbrücke) | Eisenbahnbrücke der Bahnlinie Riesa–Nossen; Einbogenbrücke (Bruchstein), verkehrsgeschichtlich und eisenbahngeschichtlich von Bedeutung | 09268183 |
| Weitere Bilder                          | Bahnhof Ziegenhain; Eisenbahnstrecke Riesa–Nossen                                                                                | Ziegenhain (Karte)                           | 2. Hälfte 19. Jahrhundert (Bahnhof) | Ehemaliges Bahnhofsgebäude (Nr. 3) mit Eisenbahnerwohnhaus (Nr. 2); charakteristische Gründerzeitgebäude mit Anklängen an den Schweizerstil, eisenbahngeschichtlich, baugeschichtlich und ortsgeschichtlich von Bedeutung | 09268182 |
| Direkt Bild zu diesem Denkmal hochladen | Brendelmühle | Ziegenhain (Karte)                           | bezeichnet 1818 (Mühle) | Wohnmühlengebäude mit Teilen der alten Mühlentechnik; markanter Fachwerkbau mit schönem Portal, baugeschichtlich, ortsgeschichtlich und technikgeschichtlich bedeutend | 09268177 |

## Nünchritz
| Bild                                    | Bezeichnung | Lage                              | Datierung                                                                       | Beschreibung | ID       |
| --------------------------------------- | --- | --------------------------------- | ------------------------------------------------------------------------------- | --- | -------- |
| Direkt Bild zu diesem Denkmal hochladen | Wohnhaus, Scheune, zwei Wirtschaftsgebäude (mit Weinkeller und Weinpresse) und Toranlage eines Weingutes sowie hölzerne Handspindelpresse im Hof | Diesbar-Seußlitz (Karte)          | 2. Hälfte 19. Jahrhundert (Weingut); bezeichnet 1842 (Handspindelpresse)        | Wohnhaus Obergeschoss Fachwerk, Fachwerk-Scheune, ortstypisches, heimatgeschichtlich interessantes Denkmal der Produktionsgeschichte mit Erlebnisund Erinnerungswert, singuläres Beispiel, Zeugnis des jahrhundertealten Weinbaus in der Elbregion | 09271452 |
|                                         | Grödel-Elsterwerdaer Floßkanal (Sachgesamtheit)                                                                                                  | Grödel (Karte)                    | 1742–1748 (Kanal)                                                               | Sachgesamtheit Grödel-Elsterwerdaer Floßkanal, Verlauf von der Elbe in Grödel, durch Glaubitz (siehe Sachgesamtheitsliste – Obj. 08959120), Wülknitz (siehe Sachgesamtheitsliste – Obj. 08958914), Röderaue (siehe Sachgesamtheitsliste – Obj. 09303465) bis Gröditz (siehe Sachgesamtheitsliste – Obj. 08959266) und weiter in die Schwarze Elster bei Elsterwerda, in Grödel der Kanalkopf (mit Brücke) sowie Steinbogenbrücken an einem Feldweg als Einzeldenkmale (siehe Einzeldenkmalliste – Obj. 09303993, Elbstraße) und der Floßkanal als Sachgesamtheitsteil; technikhistorische und ortsgeschichtliche Bedeutung als Transportweg von Bau- und Brennholz nach Dresden | 08957205 |
| Direkt Bild zu diesem Denkmal hochladen | Grödel-Elsterwerdaer Floßkanal (Sachgesamtheit)                                                                                                  | Grödel (Karte)                    | 1745 (Straßenbrücke)                                                            | Einzeldenkmale der Sachgesamtheit Grödel-Elsterwerdaer Floßkanal: Kanalkopf mit Brücke über den Floßkanal (siehe Sachgesamtheitsliste – Obj. 08957205); technikgeschichtlich und ortsgeschichtlich von Bedeutung | 09303993 |
|                                         | Rosenmühle | Leckwitz (Karte)                  | bezeichnet 1755 (Mühle); bezeichnet 1787 (Teichständer); 1890 (Hochwassermarke) | Mühlengebäude (mit Wappen), angefügtes Wohnhaus, Seitengebäude, Scheune, Teichständer und zwei Toreinfahrten (eine mit Inschrift) sowie Hofpflasterung einer ehemaligen Wassermühle sowie Hochwassermarke; weitgehend authentisch erhaltenes Mühlenhofensemble, ortsgeschichtlich und technikgeschichtlich von Bedeutung | 09273193 |
| Weitere Bilder                          | Dampfsägewerk Merschwitz (ehem.) | Merschwitz (Karte)                | 1876 (Turmdrehkran); 1921 (Technik); 1876 (Einfriedung)                         | Turmdrehkran, Reste eines Werksgebäudes als Maschinenstandort, Sägegatter, Kühlturmfundament sowie Mauern; ehemaliges Sägewerk (seit 1876, vorher Ziegelei), technikgeschichtlich und ortsgeschichtlich bedeutend | 09273188 |
| Direkt Bild zu diesem Denkmal hochladen | Windmühle Grödel | Nünchritz (Karte)                 | 1804 (Mühle)                                                                    | Turmholländer; heute Wohnhaus, technikgeschichtliche, ortshistorische und landschaftsprägende Bedeutung | 08957207 |
| Direkt Bild zu diesem Denkmal hochladen | Transformatorenhäuschen | Roda (Karte)                      | 1. Hälfte 20. Jahrhundert (Transformatorenstation)                              | Zeugnis für die Elektrifizierung des Ortes, technikgeschichtlich von Bedeutung | 08957237 |
| Weitere Bilder                          | Zwei Bahnsteigzugänge des Bahnhofs Weißig | Am Bahnhof (Karte)                | 19. Jahrhundert (Bahnsteighalle)                                                | verbretterte Holzbauten, verkehrshistorische Bedeutung | 08957242 |
| Weitere Bilder                          | Wegestein | Weißig Nünchritzer Straße (Karte) | bezeichnet 1834 (Wegestein)                                                     | verkehrshistorische Bedeutung | 08957241 |
| Direkt Bild zu diesem Denkmal hochladen | Eisenbahnbrücke | Zschaiten (Karte)                 | Ende 19. Jahrhundert (Eisenbahnbrücke)                                          | Steinbogenbrücke, verkehrshistorische Bedeutung, ehemalig | 08957248 |

## Priestewitz
| Bild                                    | Bezeichnung | Lage                                                    | Datierung                                                        | Beschreibung | ID       |
| --------------------------------------- | --- | ------------------------------------------------------- | ---------------------------------------------------------------- | --- | -------- |
| Direkt Bild zu diesem Denkmal hochladen | Wegestein | Altleis (Karte)                                         | 19. Jahrhundert (Wegestein)                                      | verkehrsgeschichtlich von Bedeutung | 08957790 |
| Weitere Bilder                          | Sachgesamtheit Königlich-Sächsische Triangulierung („Europäische Gradmessung im Königreich Sachsen“); Station 31 Baselitz        | Baselitz (Karte)                                        | bezeichnet 1866 (Triangulationssäule)                            | Triangulationssäule; Station 1. Ordnung, bedeutendes Zeugnis der Geodäsie des 19. Jahrhunderts, vermessungsgeschichtlich von Bedeutung | 08957811 |
| Weitere Bilder                          | Wegestein | Baßlitz (Karte)                                         | 19. Jahrhundert (Wegestein)                                      | verkehrshistorische Bedeutung | 08957766 |
|                                         | Mühlenwohnhaus, Scheune und Seitengebäude einer Wassermühle sowie Mühlentechnik (Wasserrad)                                      | Baßlitz Gävernitzer Straße 12 (Karte)                   | bezeichnet 1846 (Mühle); bezeichnet 1899 (Scheune)               | weitgehend original erhaltenes Mühlenensemble mit Ausstattung, Wohnhaus von klassizistischer Wirkung, von orts- und mit technikgeschichtlicher Bedeutung | 08957782 |
| Weitere Bilder                          | Transformatorenhäuschen | Blattersleben Bergstraße 20 (neben) (Karte)             | 1. Hälfte 20. Jahrhundert (Transformatorenstation)               | Zeugnis für die Elektrifizierung des Ortes, technikgeschichtlich von Bedeutung | 08957812 |
| Weitere Bilder                          | Eisenbahnbrücke der Strecke Dresden–Elsterwerda                                                                                  | Böhla Großdobritzer Straße (Karte)                      | 19. Jahrhundert (Eisenbahnbrücke)                                | Steinbogenbrücke (nähe Schnacke, Großdobritzer Straße 2), verkehrsgeschichtliche Bedeutung | 08957834 |
| Weitere Bilder                          | Wegestein | Böhla Untere Dorfstraße 5 (bei) (Karte)                 | 19. Jahrhundert (Wegestein)                                      | verkehrshistorische Bedeutung | 08957833 |
| Weitere Bilder                          | Bahnhof Böhla | Böhla Bahnhof Bahnhofstraße 4 (Karte)                   | Ende 19. Jahrhundert (Empfangsgebäude)                           | Empfangsgebäude des Bahnhofs; schlichter gründerzeitlicher Putzbau, verkehrsgeschichtliche und ortshistorische Bedeutung | 08957752 |
| Weitere Bilder                          | Wegestein | Gävernitz (Karte)                                       | 19. Jahrhundert (Wegestein)                                      | verkehrshistorische Bedeutung | 08957765 |
|                                         | Wegestein | Gävernitz Baßlitzer Straße (Karte)                      | 19. Jahrhundert (Wegestein)                                      | verkehrshistorische Bedeutung | 08957764 |
| Weitere Bilder                          | Transformatorenhäuschen | Gävernitz Schustergasse 2 (bei) (Karte)                 | 1. Hälfte 20. Jahrhundert (Transformatorenstation)               | Zeugnis für die Elektrifizierung des Ortes, technikgeschichtlich von Bedeutung | 08957767 |
| Direkt Bild zu diesem Denkmal hochladen | Eisenbahnbrücke der Bahnlinie Dresden–Elsterwerda                                                                                | Lenz (Karte)                                            | 19. Jahrhundert (Eisenbahnbrücke)                                | Lage: zwischen Lenz und Stauda, nahe der Fabrik TBA, Steinbogenbrücke, verkehrshistorische Bedeutung | 08957774 |
| Direkt Bild zu diesem Denkmal hochladen | Wegestein | Lenz (Karte)                                            | 19. Jahrhundert (Wegestein)                                      | verkehrshistorische Bedeutung | 08957785 |
| Direkt Bild zu diesem Denkmal hochladen | Döbritzschen-Mühle | Lenz (Karte)                                            | 1855 (Mühle); bezeichnet 1807 (Seitengebäude)                    | Mühlen-Wohnhaus und zwei Seitengebäude eines Mühlengutes, dazu Mühlentechnik; Seitengebäude mit Fachwerk-Obergeschoss, weitgehend original erhaltenes Mühlenensemble, in alter Ortslage Döbritzschen, von ortshistorischer Bedeutung                                          | 08957795 |
| Direkt Bild zu diesem Denkmal hochladen | Wegestein | Lenz (Karte)                                            | 19. Jahrhundert (Wegestein)                                      | verkehrshistorische Bedeutung | 08957784 |
| Direkt Bild zu diesem Denkmal hochladen | Mühlen-Wohnhaus (Nr. 35) und Seitengebäude (Nr. 34) eines Mühlenanwesens sowie Mühlgraben, vier Torpfeiler und Einfriedungsmauer | Lenz (Karte)                                            | Mitte 18. Jahrhundert (Mühlen-Wohnhaus); um 1800 (Seitengebäude) | Fachwerk-Seitengebäude, Mühlen-Wohnhaus Obergeschoss Fachwerk, ortsgeschichtlich und technikgeschichtlich von Bedeutung | 08957792 |
| Direkt Bild zu diesem Denkmal hochladen | Straßenbrücke über den Hopfenbach                                                                                                | Lenz (Karte)                                            | 19. Jahrhundert (Straßenbrücke)                                  | Steinbogenbrücke, baugeschichtliche Bedeutung | 08957794 |
| Direkt Bild zu diesem Denkmal hochladen | Wegestein | Medessen (Karte)                                        | 19. Jahrhundert (Wegestein)                                      | verkehrshistorische Bedeutung | 08957808 |
| Weitere Bilder                          | Wegestein | Nauleis Am Rundling 1 (gegenüber) (Karte)               | 19. Jahrhundert (Wegestein)                                      | verkehrsgeschichtlich von Bedeutung | 08957799 |
| Direkt Bild zu diesem Denkmal hochladen | Transformatorenhäuschen | Nauleis (Karte)                                         | 1912 nach mündlicher Auskunft (Transformatorenstation)           | Zeugnis für die Elektrifizierung des Ortes, technikgeschichtlich von Bedeutung | 08957800 |
| Direkt Bild zu diesem Denkmal hochladen | Straßenbrücke über den Hopfenbach                                                                                                | Nauleis (Karte)                                         | 19. Jahrhundert (Straßenbrücke)                                  | Steinbogenbrücke, baugeschichtliche und technikgeschichtliche Bedeutung | 08957786 |
| Direkt Bild zu diesem Denkmal hochladen | Transformatorenhäuschen | Porschütz (Karte)                                       | 1. Hälfte 20. Jahrhundert (Transformatorenstation)               | Zeugnis für die Elektrifizierung des Ortes, technikgeschichtlich von Bedeutung | 08957805 |
|                                         | Wegestein | Priestewitz Äußere Meißner Straße 1 (gegenüber) (Karte) | 19. Jahrhundert (Wegestein)                                      | verkehrshistorische Bedeutung | 08957759 |
|                                         | Transformatorenhäuschen | Priestewitz Kottewitzer Straße 2 (gegenüber) (Karte)    | 1. Hälfte 20. Jahrhundert (Transformatorenstation)               | Zeugnis für die Elektrifizierung des Ortes, technikgeschichtlich von Bedeutung | 08957757 |
| Weitere Bilder                          | Bahnhof Priestewitz; Leipzig-Dresdner Eisenbahn                                                                                  | Priestewitz (Karte)                                     | 1861 (Bahnhof)                                                   | Empfangsgebäude des Bahnhofes; eingeschossiger Baukörper, betont durch hohe Rundbogenfenster mit profilierter Verdachung, flach geneigtes Satteldach, Bestandteil der ab 1831 gebauten Fernstrecke Leipzig-Dresden, eisenbahngeschichtlich und baugeschichtlich von Bedeutung | 08957742 |
| Direkt Bild zu diesem Denkmal hochladen | Eisenbahnbrücke der Bahnlinie Dresden–Riesa                                                                                      | Stauda (Karte)                                          | 19. Jahrhundert (Eisenbahnbrücke)                                | Lage: an den Schierwiesen, Steinbogenbrücke, verkehrshistorische Bedeutung | 08957773 |
| Direkt Bild zu diesem Denkmal hochladen | Eisenbahnbrücke der Bahnlinie Dresden–Elsterwerda                                                                                | Stauda (Karte)                                          | 19. Jahrhundert (Eisenbahnbrücke)                                | Lage: zwischen Stauda und Lenz, nahe der Fabrik TBA, Steinbogenbrücke, verkehrshistorische Bedeutung | 08957775 |
| Direkt Bild zu diesem Denkmal hochladen | Wegestein | Strießen (Karte)                                        | 19. Jahrhundert (Wegestein)                                      | verkehrshistorische Bedeutung | 08957806 |
| Direkt Bild zu diesem Denkmal hochladen | Transformatorenhäuschen | Strießen (Karte)                                        | 1. Hälfte 20. Jahrhundert (Transformatorenstation)               | Zeugnis für Elektrifizierung des Ortes, technikgeschichtlich von Bedeutung | 08957749 |
| Direkt Bild zu diesem Denkmal hochladen | Wegestein | Wantewitz (Karte)                                       | bezeichnet 1851 (Wegestein)                                      | verkehrshistorische Bedeutung | 08957761 |
| Direkt Bild zu diesem Denkmal hochladen | Transformatorenhäuschen | Wantewitz (Karte)                                       | 1. Hälfte 20. Jahrhundert (Transformatorenstation)               | Zeugnis für die Elektrifizierung des Ortes, technikgeschichtlich von Bedeutung | 08957760 |
| Weitere Bilder                          | Zottewitzer Windmühle | Zottewitz (Karte)                                       | bezeichnet 1721 (Mühle)                                          | Turmholländer; heute Wohnhaus, von technikgeschichtlicher Relevanz und ortsbildprägender Wirkung | 08957819 |

## Radebeul, Stadt
| Bild           | Bezeichnung | Lage                                       | Datierung                                                                   | Beschreibung | ID       |
| -------------- | --- | ------------------------------------------ | --------------------------------------------------------------------------- | --- | -------- |
| Weitere Bilder | Kleinbahn Radebeul–Radeburg (Sachgesamtheit); Lößnitzgrundbahn                                                             | (Karte)                                    | 1884 (Eisenbahnanlage)                                                      | Sachgesamtheit Kleinbahn Radebeul-Radeburg (siehe auch Sachgesamtheitsbestandteile in den Gemeinden Moritzburg und Radeburg, Obj. 09301069, Obj. 09301070, Obj. 09301071, Obj. 09288200, Obj. 09284418, Obj. 09284289 und Obj. 09284231), mit folgenden Einzeldenkmalen in der Gemeinde Radebeul: Bahnhof Radebeul Ost mit Empfangsgebäude sowie Heizhaus, Lokschuppen und Wasserkran der Kleinbahnanlage, Ausstellung historischer sächsischer Schmalspurfahrzeuge im Eigentum des Verkehrsmuseums Dresden, der Bahn AG und des Vereins Traditionsbahn Radebeul (siehe Einzeldenkmalliste – Obj. 08951020, Sidonienstraße 1a–1c), Eisenbahner-Wohnhaus (siehe Einzeldenkmalliste – Obj. 09299992, Am Alten Güterboden 2), ehemalige Güterabfertigung (siehe Einzeldenkmalliste – Obj. 09299993, Am Alten Güterboden 4), Haltepunkt Weißes Roß (siehe Einzeldenkmalliste – Obj. 08950092, Augustusweg 2) sowie mit folgenden Sachgesamtheitsteilen: Spurwechselanlagen, Rollwagengrube, Überladerampe, mit Anschlüssen an das Gleisnetz, Kohleschüttung und Ladestraße (Kopfsteinpflaster) am Bahnhof Radebeul Ost, weiterhin Trasse der Schmalspurbahn sowie Brücke(n), Durchlässe (darunter gemauerte Bögen), Teile der Stützmauer und Fernmelde-Freileitung; verkehrsgeschichtlich und technikgeschichtlich von Bedeutung | 08950103 |
| Weitere Bilder | Sachgesamtheit Königlich Sächsische Triangulierung („Europäische Gradmessung im Königreich Sachsen“); Station 64 Wahnsdorf | Radebeul-Wahnsdorf Altwahnsdorf 12 (Karte) | bezeichnet 1865 (Triangulationsstein)                                       | Triangulationssäule; Station 2. Ordnung, bedeutendes Zeugnis der Geodäsie des 19. Jahrhunderts, vermessungsgeschichtlich von Bedeutung | 08951452 |
| Weitere Bilder | Wasserturm | (Karte)                                    | 1916–1917 (Wasserturm)                                                      | Wasserturm; ein Betonbau mit gestufter Kegelhaube, technikgeschichtlich und landschaftsgestaltend bedeutend | 08950170 |
| Weitere Bilder | Transformatorenhäuschen (mit zwei Plastiken)                                                                               | (Karte)                                    | um 1950 (Transformatorenstation)                                            | kleine Transformatorenstation mit hohem Walmdach und zwei geschnitzten Holzsäulen, die Plastiken stammen vom Bildhauer Reinhold Langner (1905–1957), technikgeschichtlich und künstlerisch von Bedeutung | 08950368 |
| Weitere Bilder | Kleinbahn Radebeul–Radeburg (Sachgesamtheit); Haltepunkt »Weißes Roß«; Lößnitzgrundbahn                                    |                                            | 1920 (Empfangsgebäude); 1911–1913 (Wartehalle)                              | Einzeldenkmal der Sachgesamtheit Kleinbahn Radebeul–Radeburg: Haltepunkt mit Empfangsgebäude und Wartehalle (siehe Sachgesamtheitsliste – Obj. 08950103, ohne Anschrift); Empfangsgebäude hübscher Putzbau, Wartehalle in Holz, verkehrsgeschichtlich und technikgeschichtlich von Bedeutung | 08950092 |
| Weitere Bilder | Bahnhof Radebeul West; Bahnhof Kötzschenbroda (ehem.)                                                                      | (Karte)                                    | 1895–1896 (Empfangsgebäude)                                                 | Empfangsgebäude eines Bahnhofs, mit angebauter Bahnsteigüberdachung; für kleinstädtische Verhältnisse sehr aufwendig gestalteter Bahnhof, mehrfarbige Klinkerfassade mit Sandsteingliederung, repräsentatives villenartiges Gebäude, stilistisch der Neorenaissance verpflichtet, baugeschichtlich, künstlerisch und verkehrsgeschichtlich bedeutend | 08951184 |
| Weitere Bilder | Fabrik elektrischer Apparate J. Wilhelm Hofmann (ehem.); Hofmann-Werk; später VEB Hochspannungsarmaturenwerk (HAW)         | (Karte)                                    | 1921 (Verwaltungsgebäude)                                                   | Verwaltungsgebäude einer Fabrik; neu errichtete Werksanlagen der Firma J. W. Hofmann (Altwerk, siehe Bernhard-Voß-Straße 25/25a), markanter Putzbau des so genannten Reformstils mit Säulenportikus am Haupteingang, baugeschichtlich bedeutend, zudem als traditionelle Kötzschenbrodaer Firma ortsgeschichtlich bedeutend | 08951153 |
| Weitere Bilder | Dr. Madaus & Co., Pharmazeutische Werke; VEB Arzneimittelwerk Dresden                                                      | (Karte)                                    | 1937 (Fabrikgebäude)                                                        | Fabrikgebäude; Flügel über Lförmigem Grundriss, mit Schmalseite zur Straße, im hinteren Teil mit einigen Achsen abknickend, sachlicher Bau, fast ohne Fassadenschmuck, Plastiken "Putten mit Mörser und Kolben"; bau-, industrie- und ortsgeschichtlich bedeutend | 08950366 |
| Weitere Bilder | Elektrizitätswerk Radebeul (ehem.)                                                                                         | (Karte)                                    | 1895–1897 (Kraftwerk); um 1904 (Verwaltungsgebäude); um 1910 (Werksgebäude) | Verwalterhaus und Nebengebäude mit Turmaufsatz eines ehemaligen Elektrizitätswerkes; (heute ESAG, Energie Sachsen Ost AG oder Enso Strom AG) | 08950306 |
| Weitere Bilder | Gasthaus Meierei | (Karte)                                    | bezeichnet 1881, Ursprung älter (Ausflugslokal)                             | Ehemalige Ausflugsgaststätte (Nr. 84) und Nebengebäude (Nr. 82); ursprünglich Mahlund Schneidemühle, zum Teil in Fachwerk, Anklänge an den Schweizerstil, ortsgeschichtlich von Bedeutung | 08951396 |
| Weitere Bilder | Bilzbad | (Karte)                                    | 1908 (Eingangshäuschen); 1911–1912 (Wellenmaschine)                         | Undosa-Wellenmaschine eines Freibades und Eingangshäuschen zum Bad (als Küchengebäude errichtet); Maschine singulär, technikgeschichtlich bedeutend, Gebäude im Stil seiner Zeit errichtet, baugeschichtlich von Belang, verbliebene Teile der historischen Anlage von Bedeutung für die Ortsgeschichte | 08950532 |
| Weitere Bilder | Maschinenfabrik August Koebig & Co.; Zerkleinerungsmaschinen Radebeul, Zerma                                               | (Karte)                                    | 1895 (Verwaltungsgebäude); 1900 (Fabrikgebäude)                             | Zweigeschossiger Kopfbau und zwei rückwärtige Werkhallen; Anwesen dokumentiert die Entwicklung eines Teils von Radebeul zum Fabrikstandort in der zweiten Hälfte des 19. Jahrhunderts, mittlerweile sind derartige Industriearchitekturen in der Lößnitzgemeinde selten geworden, bau- und ortsgeschichtlich bedeutend | 08950356 |
| Weitere Bilder | Transformatorenhäuschen | (Karte)                                    | um 1910 (Transformatorenstation)                                            | eingeschossiger quadratischer Bau mit schlichter Putzgliederung, hohem, turmartigem Helm und blechverkleideter Spitze mit Isolatorenausgängen, vor allem technikgeschichtlich von Bedeutung | 08950039 |
| Weitere Bilder | Elektrizitätsverband Gröba (ehem.)                                                                                         | (Karte)                                    | 1928–1930 (Umspannwerk)                                                     | Umspannwerk; gebaut von der Siemens-Schuckertwerke AG Berlin, Baugruppe zwei unterschiedlich großer Gebäude mit Walmdächern, technikgeschichtlich von Bedeutung | 08951089 |
| Weitere Bilder | Weingut Hohenhaus (Sachgesamtheit)                                                                                         | (Karte)                                    | 2. Hälfte 19. Jahrhundert (Gärtnerhaus); 1886 (Dampfmaschine)               | Einzeldenkmale der Sachgesamtheit Hohenhaus: Gärtnerei eines ehemaligen Weingutes, mit Gärtnerhaus, Toranlage und Einfriedungsmauer sowie Heizhaus (einschließlich Dampfmaschine und Schornstein) – (siehe Sachgesamtheitsliste – Obj. 09304991, Barkengasse 6); Zeugnis für den jahrhundertelangen Weinbau in der Lößnitz, Gärtnerhaus ein eingeschossiger, zeittypischer Putzbau mit Drempel, im benachbarten Heizhaus eine 1886 installierte Dampfmaschine der Firma Victor Lwowski, baugeschichtlich, technikhistorisch und ortsgeschichtlich von Bedeutung | 08951401 |
| Weitere Bilder | Sektkellerei Bussard (ehem.)                                                                                               | (Karte)                                    | um 1830 (Sektkellerei)                                                      | Ehemaliges Fabrikationsgebäude einer Sektkellerei, heute Wohnhaus, und Einfriedung; markanter langgestreckter Bau mit Dachreiter, erinnert an Weinanbau und Getränkeherstellung in Radebeul, zudem architektonisch beeindruckend, bau-, industrie- und ortsgeschichtlich bedeutend | 08950649 |
| Weitere Bilder | Kleinbahn Radebeul–Radeburg (Sachgesamtheit); Bahnhof Radebeul Ost; Lößnitzgrundbahn                                       | (Karte)                                    | 1900 (Empfangsgebäude)                                                      | Einzeldenkmale der Sachgesamtheit Kleinbahn Radebeul–Radeburg (siehe Sachgesamtheitsliste – Obj. 08950103, ohne Anschrift): Empfangsgebäude Radebeul-Ost sowie Heizhaus, Lokschuppen und Wasserkran der Kleinbahnanlage, Ausstellung historischer sächsischer Schmalspurfahrzeuge im Eigentum des Verkehrsmuseums Dresden, der Bahn AG und des Vereins Traditionsbahn Radebeul: Lokomotiven: 99 539 »IVK«, 99 713 »VIK«, 99 586 »IVK«, 99 791 »VIIK«, 099 705-6, 099 711-4, 099 739-5, 099 742-9, 099 743-7, 099 752-8, 099 756-9, 099 791, Personenwagen KB4: 970-232 Reko p, 970-267 modern, 970-273 tr p, 970-280 tr p, 970-433 Einheitswagen, 970-512 tr p, 970-516 tr p, 970-521 tr p, 970-537 tr p, 970-567 p, 970-565 tr p, 970-575 tr p, 970-589 Reko p, 970-591 tr p, 970-593 tr p, 970-624 tr p, Gepäckwagen KD 4: 974-102, 974-370 Reko, 974-379 Reko, Traditionszug mit Sitzwagen mit jetziger Nummer: 970-006, 970-236, 970-237, 970-252, 970-269, 970-302, 970-309, 970-312, 970-316, 970-369, 970-376, 970-405, Gepäckwagen: 974-354; Bahnhof-Empfangsgebäude ein zeittypischer Klinkerbau mit Uhrtürmchen, Anlagen, Bauten und Fahrzeuge von verkehrsgeschichtlicher und technikgeschichtlicher Bedeutung | 08951020 |

## Radeburg, Stadt
| Bild                                    | Bezeichnung | Lage                                            | Datierung                                                                                                  | Beschreibung | ID       |
| --------------------------------------- | --- | ----------------------------------------------- | --- | --- | -------- |
| Direkt Bild zu diesem Denkmal hochladen | Kleinbahn Radebeul–Radeburg (Sachgesamtheit); Lößnitzgrundbahn                                                                                   | Bärnsdorf (Karte)                               | 1884 (Eisenbahnanlage)                                                                                     | Sachgesamtheitsbestandteil der Sachgesamtheit Kleinbahn Radebeul-Radeburg, im Gemeindegebiet Radeburg, OT Bärnsdorf: Trasse der Schmalspurbahn, Durchlässe, Fernmelde-Freileitung (siehe Sachgesamtheitsliste – Obj. 08950103, Radebeul, Stadt); verkehrs- und technikgeschichtlich von Bedeutung | 09284289 |
| Weitere Bilder                          | Wassermühle Bärnsdorf | Bärnsdorf (Karte)                               | 1769 (Mühle)                                                                                               | Mühlenanwesen mit zwei zum Dorfteich liegenden Gebäuden; markante Gebäudegruppe in Fachwerkbauweise, ortsgeschichtlich von Bedeutung | 09284346 |
| Weitere Bilder                          | Transformatorenhäuschen | Bärnsdorf (Karte)                               | vor 1914 (Transformatorenstation)                                                                          | Zeugnis der Elektrifizierung des Ortes, technikgeschichtlich von Bedeutung | 09284354 |
|                                         | Straßenbrücke mit Wehr | Bärnsdorf (Karte)                               | 19. Jahrhundert (Straßenbrücke)                                                                            | Steinbogenbrücke, bau- und technikgeschichtlich von Bedeutung | 09284347 |
|                                         | Wegestein | Bärnsdorf (Karte)                               | 2. Hälfte 19. Jahrhundert (Wegestein)                                                                      | Granitstele, markante Kopfgestaltung mit nach vorne vertieften Inschriftfeldern, verkehrsgeschichtlich bedeutend | 09303420 |
|                                         | Bärnsdorfer Teichständer; Kulturlandschaft Moritzburg (Sachgesamtheit)                                                                           | Bärnsdorf (Karte)                               | 16. Jahrhundert (Wehr)                                                                                     | Einzeldenkmal der Sachgesamtheit Kulturlandschaft Moritzburg: Hochwasserüberlauf oder Wehr (siehe Sachgesamtheitsbestandteil – Obj. 09302798); geschichtlich, wissenschaftlich, landschaftsgestaltend und ortsgeschichtlich von Bedeutung, Teil der Kulturlandschaft Moritzburg (eine der bedeutendsten barocken Jagdpark und Schlossanlage Deutschlands) | 09284332 |
| Direkt Bild zu diesem Denkmal hochladen | Kleinbahn Radebeul–Radeburg (Sachgesamtheit); Lößnitzgrundbahn                                                                                   | Berbisdorf (Karte)                              | 1884 (Eisenbahnanlage)                                                                                     | Sachgesamtheitsbestandteil der Sachgesamtheit Kleinbahn Radebeul-Radeburg, im Gemeindegebiet Radeburg, OT Berbisdorf, mit folgendem Einzeldenkmal: Haltepunkt Berbisdorf (Anschrift: Zur Bahn siehe Einzeldenkmalliste – Obj. 09284014), und den Sachgesamtheitsteilen: Trasse der Schmalspurbahn, Durchlässe, Brücken, Fernmelde-Freileitung (siehe Sachgesamtheitsliste – Obj. 08950103, Radebeul, Stadt); verkehrs- und technikgeschichtlich von Bedeutung | 09284231 |
|                                         | Straßenbrücke | Berbisdorf (Karte)                              | 19. Jahrhundert (Straßenbrücke)                                                                            | Steinbogenbrücke, baugeschichtlich und technikgeschichtlich von Bedeutung | 09284869 |
| Weitere Bilder                          | Kleinbahn Radebeul–Radeburg (Sachgesamtheit); Lößnitzgrundbahn                                                                                   | Berbisdorf (Karte)                              | 1884 (Eisenbahnanlage)                                                                                     | Sachgesamtheitsbestandteil der Sachgesamtheit Kleinbahn Radebeul-Radeburg, im Gemeindegebiet Radeburg, OT Berbisdorf, mit folgendem Einzeldenkmal: Haltepunkt Berbisdorf (Anschrift: Zur Bahn siehe Einzeldenkmalliste – Obj. 09284014), und den Sachgesamtheitsteilen: Trasse der Schmalspurbahn, Durchlässe, Brücken, Fernmelde-Freileitung (siehe Sachgesamtheitsliste – Obj. 08950103, Radebeul, Stadt); verkehrs- und technikgeschichtlich von Bedeutung | 09284231 |
|                                         | Haltepunkt Berbisdorf; Kleinbahn Radebeul–Radeburg (Sachgesamtheit); Lößnitzgrundbahn                                                            | Berbisdorf (Karte)                              | um 1895 (Ladestraße)                                                                                       | Einzeldenkmal der Sachgesamtheit Kleinbahn Radebeul-Radeburg: Wartehalle (siehe Sachgesamtheitsbestandteil – Obj. 09284231); Teil einer der bedeutsamsten Kleinbahnen Sachsens, verkehrs- und technikgeschichtlich von Bedeutung | 09284014 |
| Direkt Bild zu diesem Denkmal hochladen | Kleinbahn Radebeul–Radeburg (Sachgesamtheit); Lößnitzgrundbahn                                                                                   | Cunnertswalde (Karte)                           | 1884 (Eisenbahnanlage)                                                                                     | Sachgesamtheitsbestandteil der Sachgesamtheit Kleinbahn Radebeul-Radeburg, im Gemeindegebiet Radeburg, OT Cunnertswalde: Trasse der Schmalspurbahn, Durchlässe, Fernmelde-Freileitung (siehe Sachgesamtheitsliste – Obj. 08950103, Radebeul, Stadt); verkehrs- und technikgeschichtlich von Bedeutung | 09284418 |
|                                         | Transformatorenhäuschen | Großdittmannsdorf (Karte)                       | 1. Hälfte 20. Jahrhundert (Transformatorenstation)                                                         | technikgeschichtlich von Bedeutung | 09275350 |
| Weitere Bilder                          | Kleinbahn Radebeul–Radeburg (Sachgesamtheit); Lößnitzgrundbahn                                                                                   | Radeburg (Karte)                                | 1884 (Eisenbahnanlage)                                                                                     | Sachgesamtheitsbestandteil der Sachgesamtheit Kleinbahn Radebeul-Radeburg, im Gemeindegebiet Radeburg, OT Radeburg, mit folgendem Einzeldenkmal: Bahnhof Radeburg (Anschrift: Bahnhofstraße 5, Einzeldenkmalliste – Obj. 09288007), und den Sachgesamtheitsteilen: Trasse der Schmalspurbahn, Durchlässe, Fernmelde-Freileitung (siehe Sachgesamtheitsliste – Obj. 08950103, Radebeul, Stadt); verkehrsgeschichtlich und technikgeschichtlich von Bedeutung   | 09288200 |
| Weitere Bilder                          | Bahnhof Radeburg; Kleinbahn Radebeul–Radeburg (Sachgesamtheit); Lößnitzgrundbahn                                                                 | Radeburg (Karte)                                | 1884 (Empfangsgebäude)                                                                                     | Einzeldenkmale der Sachgesamtheit Kleinbahn Radebeul-Radeburg: Empfangsgebäude, Güterboden, Lokschuppen, mechanisches Stellwerk, Schlüsseltafel, Heizhaus, Ladestraße, Gleisanlagen und schmalspurige Doppelkreuzweiche (siehe Sachgesamtheitsbestandteil – Obj. 09288200); verkehrs- und technikgeschichtlich von Bedeutung, die Doppelkreuzweiche ein sehr seltenes technisches Denkmal                                                                     | 09288007 |
|                                         | Kleinbahn Radebeul–Radeburg (Sachgesamtheit); Lößnitzgrundbahn                                                                                   | Radeburg (Karte)                                | 1884 (Eisenbahnanlage)                                                                                     | Sachgesamtheitsbestandteil der Sachgesamtheit Kleinbahn Radebeul-Radeburg, im Gemeindegebiet Radeburg, OT Radeburg, mit folgendem Einzeldenkmal: Bahnhof Radeburg (Anschrift: Bahnhofstraße 5, Einzeldenkmalliste – Obj. 09288007), und den Sachgesamtheitsteilen: Trasse der Schmalspurbahn, Durchlässe, Fernmelde-Freileitung (siehe Sachgesamtheitsliste – Obj. 08950103, Radebeul, Stadt); verkehrsgeschichtlich und technikgeschichtlich von Bedeutung   | 09288200 |
|                                         | Gaswerk Radeburg | Radeburg (Karte)                                | bezeichnet 1906 (Gaswerk)                                                                                  | Wohn- und Verwaltungsgebäude sowie eigentlicher Werksbau des Gaswerks; Gründerzeitbauten, gelber Klinker mit roter Klinkerornamentik, bemerkenswerte kleinstädtische Industriearchitektur, baugeschichtlich und ortsgeschichtlich bedeutend | 09288004 |
| Weitere Bilder                          | Königlich-Sächsische Meilensteine (Sachgesamtheit)                                                                                               | Radeburg (Karte)                                | um 1860 (Abzweigstein)                                                                                     | Meilenstein; Abzweigstein mit Krone und Inschrift, Zeugnis der Neuvermessung der Poststraßen im Königreich Sachsen um 1860, verkehrsgeschichtlich von Bedeutung | 09288040 |
| Direkt Bild zu diesem Denkmal hochladen | Transformatorenhäuschen | Radeburg (Karte)                                | 1. Hälfte 20. Jahrhundert (Transformatorenstation)                                                         | technikgeschichtlich von Bedeutung | 09282608 |
| Weitere Bilder                          | Kursächsische Postmeilensäulen (Sachgesamtheit)                                                                                                  | Radeburg Heinrich-Zille-Straße 11 (vor) (Karte) | bezeichnet 1728 (Postdistanzsäule)                                                                         | Postmeilensäule; Distanzsäule, verkehrsgeschichtlich von Bedeutung | 09288112 |
| Direkt Bild zu diesem Denkmal hochladen | Bienertmühle; Hofwallmühle (ehem.) | Radeburg (Karte)                                | um 1850 (Wohnhaus)                                                                                         | Mühlen-Wohnhaus und Mühlgraben; gründerzeitlichklassizistischer Putzbau, bau- und ortsgeschichtlich bedeutend | 09288023 |
|                                         | Transformatorenhäuschen | Radeburg Königsbrücker Straße - (Karte)         | um 1910 (Transformatorenstation)                                                                           | technikgeschichtlich von Bedeutung | 09288015 |
|                                         | Marktbrunnen | Radeburg (Karte)                                | nachträglich bezeichnet 1784 (Marktbrunnen)                                                                | Brunnen auf dem Markt; schöner Sandsteinbrunnen mit plastischem Stadtwappen zwischen Rosetten, ortsgeschichtlich und künstlerisch von Bedeutung | 09288195 |
| Direkt Bild zu diesem Denkmal hochladen | Wohnhaus in halboffener Bebauung, mit hinterem Anbau und hölzernem Trockenboden, im Hof stehendem Stallgebäude, Scheune, Brunnen und Hofpflaster | Radeburg (Karte)                                | im Kern 18. Jahrhundert (Wohnhaus); bezeichnet 1839 (Trockenboden); um 1900 (Nebengebäude); 1826 (Brunnen) | Wohnhaus dreigeschossiger schlichter Putzbau mit Segmentbogenportal, Hofgebäude in Fachwerk, Grundstück einer einstigen Seifensiederei und Postausspanne, baugeschichtlich und ortsgeschichtlich von Bedeutung | 09288082 |
| Weitere Bilder                          | Transformatorenhäuschen | Volkersdorf (Karte)                             | um 1910 (Transformatorenstation)                                                                           | technikgeschichtlich von Bedeutung | 09284282 |
| Weitere Bilder                          | Straßenbrücke über die Promnitz als Hofzufahrt                                                                                                   | Volkersdorf (Karte)                             | 19. Jahrhundert (Brücke)                                                                                   | Steinbogenbrücke, baugeschichtlich von Bedeutung | 09284291 |
| Weitere Bilder                          | Wehr und Ständeranlage | Volkersdorf (Karte)                             | 19. Jahrhundert (Wehr)                                                                                     | technikgeschichtlich von Bedeutung | 09284299 |
|                                         | Straßenbrücke über die Promnitz als Hofzufahrt                                                                                                   | Volkersdorf (Karte)                             | 2. Hälfte 19. Jahrhundert (Zufahrtsbrücke)                                                                 | Sandstein-Bogenbrücke, baugeschichtlich von Bedeutung | 09284283 |

## Riesa, Stadt
| Bild                                    | Bezeichnung | Lage                                             | Datierung                                                                                                   | Beschreibung | ID       |
| --------------------------------------- | --- | ------------------------------------------------ | --- | --- | -------- |
|                                         | Wegestein | Böhlen Mehltheuer Straße - (Karte)               | 19. Jahrhundert (Wegestein)                                                                                 | in der alten Gemarkung Böhlen, verkehrsgeschichtlich von Bedeutung | 08965487 |
|                                         | Alte Mühle Canitz | Canitz (Karte)                                   | 1903 (Mühle)                                                                                                | Ehemaliges Mühlengebäude (mit Turbinenhaus) sowie am Haus verlaufender Mühlgraben; Mühle mit Putzfassade, Turbinenhaus Klinkerbau, trotz größeren Umbaues 1969 wichtiger Akzent zur Charakterisierung des Ortsbildes und unmittelbar neben dem Pfarrhof gelegen, ortsgeschichtlich und technikgeschichtlich von Bedeutung | 08965381 |
| Direkt Bild zu diesem Denkmal hochladen | Lom 57 Libelle (Werknummer 15)                                                                                         | Canitz (Karte)                                   | 1959 (Flugzeug)                                                                                             | Segelflugzeug; abgesehen von wenigen, der durchgängigen Nutzung geschuldeten und zum Teil bereits rückgängig gemachten Veränderungen sehr authentisch erhaltenes Zeugnis der Geschichte des Segelflugzeugbaus in der DDR, technikgeschichtlich von Bedeutung, zudem als eines der wenigen überhaupt erhaltenen Segelflugzeuge dieses Typs und als einziges durchgängig flugfähiges aus dieser Zeit von Seltenheitswert und großem Anschauungsund Erlebniswert                                                                                                 | 09306103 |
| Weitere Bilder                          | Eisenbahnstrecke Riesa–Nossen                                                                                          | Jahnishausen (Karte)                             | um 1890 (Fußgängerunterführung)                                                                             | Bogenbrücke (Durchlass) oder Fußgängertunnel durch den Bahndamm; Lage: zwischen den alten Gemarkungen Böhlen und Gostewitz, neben dem Flussdurchlass der Keppritz im Bahndamm, in Bruchsteinmauerwerk, Gewölbe Sandsteinquader, baugeschichtlich von Bedeutung | 08965485 |
| Weitere Bilder                          | Eisenbahnstrecke Riesa–Nossen                                                                                          | Jahnishausen (Karte)                             | 1875–1877 (Eisenbahnbrücke)                                                                                 | Eisenbahnbrücke über den Keppritzbach; Lage: nahe den alten Ortsteilen Böhlen und Gostewitz, flache Bogenbrücke in Bruchsteinmauerwerk, baugeschichtlich und technikgeschichtlich von Bedeutung | 08965484 |
| Weitere Bilder                          | Straßenbrücke über einen Bach                                                                                          | Jahnishausen (Karte)                             | bezeichnet 1839 (Straßenbrücke)                                                                             | Brücke aus Sandsteinquadern mit Jahreszahlstein, landschaftscharakterisierende Bogenbrücke, über Nebenarm der Jahna führend, baugeschichtlich bedeutend | 08965479 |
| Weitere Bilder                          | Bahnhof Nickritz; Eisenbahnstrecke Riesa–Nossen                                                                        | Nickritz (Karte)                                 | 1878 (Bahnhof)                                                                                              | Ehemaliges Empfangsgebäude des Bahnhofs; altes Empfangsgebäude mit zwei zweigeschossigen Flügelbauten und offener Aufenthaltshalle, Anklänge an den Schweizerstil, Dokument der Verkehrserschließung und Zeugnis für die hohe Dichte des Eisenbahnnetzes in Sachsen, Empfangsbahnhof für die Sächsische Königsfamilie (siehe Schloss Jahnishausen), lange Zeit im Besitz der Königsfamilie, insbesondere von König Johann (1801–1873) und König Albert (1828–1902), eisenbahngeschichtlich und regionalgeschichtlich von Bedeutung                            | 08965539 |
| Weitere Bilder                          | Mühlenwerke Oelsitz | Oelsitz Riesaer Straße 25 (Karte)                | 2. Hälfte 19. Jahrhundert (Mühle)                                                                           | Mühle mit Mühlgraben und Wehr sowie Wohnhaus mit kleinem Vorgarten, Teile der Mühlenausstattung erhalten; repräsentative Hauptgebäude um 1910 einschließlich Anbau (dieser Fachwerk mit Lehmstakenausfachung Anfang 19. Jahrhundert), vor allem durch seine hoch aufragende Silofront den Ortsmittelpunkt beherrschende Gebäudegruppe mit Wirkung in die Landschaft Richtung Jahnishausen, Bedeutung für die Ortsgeschichte, das Ortsbild und die Technikgeschichte                                                                                           | 08965507 |
| Weitere Bilder                          | Wegestein | Oelsitz Riesaer Straße 28 (vor) (Karte)          | um 1820 (Wegestein)                                                                                         | Sandstein, historisches Kopfstück mit Schriftblock, Dokument der Verkehrsgeschichte | 08965530 |
| Direkt Bild zu diesem Denkmal hochladen | Mietshaus in geschlossener Bebauung, mit Hofgebäude (darin Wäschemangel)                                               | Riesa (Karte)                                    | um 1895 (Mietshaus)                                                                                         | wirkungsvoller gründerzeitlicher Klinkerbau mit reicher Sandsteingliederung Lage: gegenüber dem größten innerstädtischen Schmuckplatz, im Hofgebäude eine der wenigen im Ort erhaltenen Wäscherollen, baugeschichtlich und stadtentwicklungsgeschichtlich von Bedeutung | 08965043 |
|                                         | Alte Schmiede | Riesa Altmarkt 10 (Karte)                        | bezeichnet 1766, später überformt (Wohnhaus)                                                                | Wohnhaus (mit rückwärtigem Anbau) in offener Bebauung in Ecklage, ehemalige Schmiede; schlichter Putzbau, baugeschichtlich, ortsgeschichtlich und platzbildprägend von Bedeutung | 09271355 |
|                                         | Hübler-Mühle | Riesa Bahnhofstraße 4 (Karte)                    | um 1925, wohl 1923 (Mühle)                                                                                  | Zwei Mühlengebäude durch einen Verbindungsgang miteinander verbunden; funktionale Industriebauten (Stahlbetonbau) mit hohem ästhetischem Anspruch und strenger Fassadengliederung, Walmdächer, baugeschichtlich und technikgeschichtlich von Bedeutung, ortsbildprägende Lage an der Elbe | 08965196 |
|                                         | Kaimauer der Riesaer Verladestelle der Schönherr-Mühle und der Hübler-Mühle, mit Vertauungseisen                       | Riesa Bahnhofstraße 4 (bei) (Karte)              | ab 1861 (Kai)                                                                                               | Bruchsteinmauern, ortsgeschichtlich und ortsbildprägend von Bedeutung | 08965513 |
|                                         | Schönherr-Mühle; Gebr. Schönherr Mühlenwerke Riesa a. d. Elbe (ehem.)                                                  | Riesa Bahnhofstraße 6b; 6c (Karte)               | 1898 (Mühle)                                                                                                | Mühlengebäude (ehem.), heute Wohnanlage; den einstigen Verladeplatz zur Elbe akzentuierender, breitgelagerter Klinkerbau, charakteristisches Industriegebäude des ausgehenden 19. Jahrhunderts, baugeschichtlich und ortsgeschichtlich von Bedeutung, ortsbildprägende Lage an der Elbe | 08965193 |
| Weitere Bilder                          | Bahnhof Riesa | Riesa (Karte)                                    | 1879 (Empfangsgebäude); 1964–1967 (Stellwerk)                                                               | Bahnhof mit Empfangsgebäude, Bahnsteigüberdachungen, drei Wasserkräne auf den Bahnsteigen, Güterabfertigungsgebäude, Stellwerk W 3, Ringlokschuppen und Kranbrücke; Empfangsgebäude repräsentativer Putzbau der Gründerzeit, Ringlokschuppen roter Klinkerbau, Stellwerk im Stil der Moderne, baugeschichtlich, eisenbahngeschichtlich und technikgeschichtlich von Bedeutung | 08965278 |
|                                         | Kartoffelremise | Riesa Canitzer Straße (Karte)                    | 1878 (Scheune)                                                                                              | in alter Ortslage Merzdorf, vor dem Rittergut, halbkreisförmiger Bau, einzigartiger alter Lagerbau zur Kartoffeleinkellerung, wirtschaftsgeschichtlich von Bedeutung | 08965349 |
|                                         | Pneumatische Getreideförderanlage, an der neuen Elbpromenade aufgestellt                                               | Riesa Elbstraße (Karte)                          | 1911 (pneumatische Förderanlage)                                                                            | bis 1992 in Dienst, diente dem Transport von Getreide über Saugleitungen, bemerkenswertes und wohl auch seltenes Denkmal der Technikgeschichte, vergleichbare Anlagen gab es auch im Dresdner Alberthafen, dort wohl nicht mehr erhalten | 08965197 |
| Direkt Bild zu diesem Denkmal hochladen | Wegesäule | Riesa Felgenhauerstraße 18                       | 2. Hälfte 19. Jahrhundert (Wegestein)                                                                       | Sandsteinstele mit Ortsbezeichnungen und Richtungspfeilen, verkehrsgeschichtlich von Bedeutung | 09304359 |
|                                         | Ilgner-Umformer | Riesa Gröbaer Straße 4 (bei) (Karte)             | 20. Jahrhundert (Umspannwerk)                                                                               | Sogenannter Ilgner-Umformer aus dem ehemaligen Stahlund Walzwerk Riesa; heute im Gewerbegebiet aufgestellt, diente zur Umformung von 600 Volt Drehstrom in 1200 Volt Gleichstrom, Technisches Denkmal | 08965342 |
| Weitere Bilder                          | Brückenmühle; Röhrbornmühle                                                                                            | Riesa Großenhainer Straße 54 (Karte)             | bezeichnet 1769 (Mühle); 1861 (Müllerwohnhaus); bezeichnet 1823 (Scheune)                                   | Mühlenanwesen mit Müllerwohnhaus, Mühlengebäude (mit Mühlrad und Elevatorturm) und Mühlgraben, Wirtschaftsgebäude mit Scheune (im Winkel aneinandergebaut) sowie Einfriedung und Hofpflasterung; gründerzeitliches massives Wohnhaus, klassizistisch wirkende Putzfassade mit Sandsteinornamentik, ortsbildprägender Elevatorturm, Wirtschaftsgebäude teilweise in Fachwerk, ortsgeschichtlich, baugeschichtlich und technikgeschichtlich von Bedeutung | 09271356 |
|                                         | Jahnabrücke | Riesa Großenhainer Straße 54 (bei) (Karte)       | 14. Jahrhundert (Straßenbrücke); 1554–1557 (Straßenbrücke)                                                  | Straßenbrücke über die Jahna; Zweibogenbrücke in Bruchstein, baugeschichtlich von Bedeutung | 09271389 |
|                                         | Zündholzfabrik Riesa                                                                                                   | Riesa Hamburger Straße 1; 3 (Karte)              | 1912 (Fabrikgebäude); 1912 (Verwaltungsgebäude); 1950–1952 (Feuerwehrdepot)                                 | Fabrikanlage mit Haupthaus, Verwaltungsgebäude/Kontorgebäude/Wohlfahrtsgebäude, Fahrzeughalle/Feuerwehrdepot und Teilen der Einfriedung; Hauptgebäude als Lagerhaus der Großeinkaufsgesellschaft Deutscher Konsumvereine mbH (GEG) 1912 errichtet, desgleichen das Kontorgebäude, ab 1923 Zündholzfabrik (als GEG-Fabrik), die älteren Gebäude Putzbzw. Klinkerbauten im Reformstil der Zeit um 1910, das jüngere Gebäude des 1950–1952 errichteten Feuerwehrdepots als Klinkerbau Stil der Moderne, baugeschichtlich und ortsgeschichtlich von Bedeutung     | 08965576 |
| Weitere Bilder                          | Sachgesamtheit Königlich-Sächsische Triangulierung („Europäische Gradmessung im Königreich Sachsen“); Station 35 Weida | Riesa Heidebergstraße 33 (neben) (Karte)         | bezeichnet 1866 (Triangulationssäule)                                                                       | Triangulationsstein; Station 1. Ordnung, historisches Zeugnis für Vermessungsund Landesgeschichte, in der alten Ortslage Weida gelegen | 08965551 |
|                                         | Zisternenhaus; Leipzig-Dresdner Eisenbahn                                                                              | Riesa Lauchhammerstraße 8 (Karte)                | vor 1876 (Zisterne)                                                                                         | Zisternenhaus für den Riesaer Bahnhof, mit Nebengebäude und Schornstein; das älteste und eines der letzten erhaltenen Zisternenhäuser Deutschlands in städtebaulich exponierter Lage, bedeutsames technisches Denkmal an der ersten deutschen Ferneisenbahnstrecke Leipzig-Dresden | 08965461 |
|                                         | Straßenbrücke über die Jahna in Verlängerung der Meißner Straße                                                        | Riesa Meißner Straße (Karte)                     | um 1850 (Straßenbrücke)                                                                                     | Bogenbrücke am so genannten Messe-Mühlen-Weg, Sandsteinbau, baugeschichtlich von Bedeutung | 08965314 |
|                                         | Messe-Mühle | Riesa Meißner Straße 43 (Karte)                  | Wohnhaus bezeichnet 1812 (Mühle)                                                                            | Mühlengebäude (mit Wohnhaus, daran Inschrifttafel, und Anbau), Seitengebäude und Scheune eines Mühlenanwesens, dazu Mühlgraben, Vorrichtung für das Mühlrad und Hofpflasterung; Zeugnis des ländlichen Müllereiwesens des 19. und 20. Jahrhunderts mit teilweise erhaltener technischer Ausstattung, baugeschichtlich, ortsgeschichtlich und technikgeschichtlich von Bedeutung | 09271390 |
| Weitere Bilder                          | Güterladestelle Gröba                                                                                                  | Riesa (Karte)                                    | um 1870 (Güterschuppen)                                                                                     | Güterschuppen; gründerzeitliches Gebäude in Fachwerkkonstruktion mit roter Klinkerausfachung und sechs Toren, technikgeschichtlich und eisenbahngeschichtlich von Bedeutung | 08965441 |
|                                         | Teigwarenfabrik Riesa                                                                                                  | Riesa (Karte)                                    | 1913–1914 (Fabrikgebäude); um 1925 (Sozialgebäude); um 1925 (Verwaltungsgebäude); um 1925 (Verbindungsgang) | Fabrik mit Produktionsgebäude, Übergang, Wohlfahrtsgebäude, Verwaltungsgebäude, Zwischenbau (verändert, hinter Glas) und rückwärtigem Bau mit weiterem Übergang; als Werk der Großhandelsgesellschaft Deutscher Konsumvereine mbH (GEG) errichtet, Hauptbau aufwendig gestaltetes Klinkergebäude im Reformstil der Zeit um 1910, Anklänge an den Neoklassizismus, die anderen, späteren Bauten um 1925 in Material und Form angepasst, deshalb insgesamt beeindruckendes Ensemble, baugeschichtlich, ortsgeschichtlich und technikgeschichtlich von Bedeutung | 08965577 |
|                                         | Brunnenhaus (mit originaler Laufkatze im Innern)                                                                       | Riesa (Karte)                                    | um 1908 (Brunnenhaus)                                                                                       | schlichte Putzfassade mit Klinkergliederung, selten erhaltenes technisches Zeugnis, technikgeschichtlich von Bedeutung | 08965346 |
|                                         | Seifenfabrik Riesa; Kappus-Seifenfabrik                                                                                | Riesa Paul-Greifzu-Straße 24; 26; 28; 30 (Karte) | 1909–1910 (Kesselund Maschinenhaus); 1909–1910 (Fabrikgebäude)                                              | Fabrikanlage mit Fabrikationsgebäude einschließlich Turm sowie Kesselund Maschinenhaus (vier aneinandergebaute Hallen in Reihe); als Werk der Großhandelsgesellschaft Deutscher Konsumvereine mbH (GEG) errichtet, soll als damals technisch vollkommenste Seifenfabrik Deutschlands in Betrieb genommen worden sein, ortsbildprägende Klinkerbauten, bau- und industriehistorisch von Bedeutung | 09271238 |
|                                         | Jahna-Hochwasserdurchlass                                                                                              | Riesa Poppitzer Landstraße (Karte)               | 19. Jahrhundert (Straßenbrücke)                                                                             | Brücke; Bogenbrücke als Hochwasserdurchlass der Jahna, nahe der alten Ortslage Poppitz, baugeschichtlich und technikgeschichtlich von Bedeutung | 08965578 |
| Direkt Bild zu diesem Denkmal hochladen | Feldmühle | Riesa Rosenstraße 2; 5; 9; 11 (Karte)            | 1661, später überformt (Mühle); 1831 (Müllerwohnhaus); 1831 (Brauereigebäude)                               | Mühlengrundstück mit Mahl-, Wohn- und Brauereigebäuden, Nebengebäuden und Keller; Wohnhaus mit Fachwerk-Obergeschoss und Segmentbogenportal, sonst Massivbauten mit Sandstein-Fenstergewänden, besondere ortsgeschichtliche Bedeutung | 08965442 |

## Röderaue
| Bild                                    | Bezeichnung                                     | Lage               | Datierung                                                              | Beschreibung | ID       |
| --------------------------------------- | ----------------------------------------------- | ------------------ | ---------------------------------------------------------------------- | --- | -------- |
| Direkt Bild zu diesem Denkmal hochladen | Bahnhof Frauenhain                              | Frauenhain (Karte) | um 1900 (Empfangsgebäude)                                              | Empfangsgebäude des Bahnhofs; verkehrshistorische Bedeutung, ortsbildprägendes Gründerzeitgebäude | 08956523 |
| Direkt Bild zu diesem Denkmal hochladen | Transformatorenhäuschen                         | Frauenhain (Karte) | um 1915 (Transformatorenstation)                                       | Zeugnis der Elektrifizierung des Ortes, technikgeschichtlich von Bedeutung | 08956627 |
| Direkt Bild zu diesem Denkmal hochladen | Grödel-Elsterwerdaer Floßkanal (Sachgesamtheit) | Koselitz (Karte)   | 1742–1748 (Kanal)                                                      | Sachgesamtheitsbestandteil Grödel-Elsterwerdaer Floßkanal: Verlauf innerhalb der Gemeinde Röderaue, OT Koselitz, Floßkanal (siehe Sachgesamtheitsliste – Obj. 08957205, Nünchritz, Elbstraße); technik- und ortsgeschichtliche Bedeutung als Transportweg von Bau- und Brennholz nach Dresden | 09304004 |
| Direkt Bild zu diesem Denkmal hochladen | Mühle (mit technischer Ausstattung)             | Koselitz (Karte)   | Anfang 19. Jahrhundert (Mühle)                                         | schlichter Putzbau, von ortshistorischer und technikgeschichtlicher Bedeutung | 08956527 |
| Direkt Bild zu diesem Denkmal hochladen | Grödel-Elsterwerdaer Floßkanal (Sachgesamtheit) | Pulsen (Karte)     | 1742–1748 (Kanal)                                                      | Sachgesamtheitsbestandteil Grödel-Elsterwerdaer Floßkanal: Verlauf innerhalb der Gemeinde Röderaue, OT Pulsen, Floßkanal (siehe Sachgesamtheitsliste – Obj. 08957205, Nünchritz, Elbstraße); technik- und ortsgeschichtliche Bedeutung als Transportweg von Bau- und Brennholz nach Dresden   | 09303465 |
| Weitere Bilder                          | Radener Mühle                                   | Raden (Karte)      | bezeichnet 1886 (Mühle); um 1930 (Mischmaschinen); 1956 (Walzenstühle) | Mühlengebäude (mit technischer Ausstattung) und gegenüber liegendes Wohnhaus; produzierende Getreidemühle, Wohnhaus mit historisierender Putzfassade, ortshistorische und technikgeschichtliche Bedeutung                                                                                     | 08956520 |

## Schönfeld
| Bild                                    | Bezeichnung | Lage                                      | Datierung                             | Beschreibung | ID       |
| --------------------------------------- | --- | ----------------------------------------- | ------------------------------------- | --- | -------- |
|                                         | Wegestein | Böhla b. Ortrand Ortrander Straße (Karte) | 19. Jahrhundert (Wegestein)           | verkehrshistorische Bedeutung | 08957127 |
| Weitere Bilder                          | Wegestein | Böhla b. Ortrand (Karte)                  | 19. Jahrhundert (Wegestein)           | verkehrshistorische Bedeutung | 08957129 |
| Weitere Bilder                          | Wegestein | Böhla b. Ortrand Pflaumenallee (Karte)    | 19. Jahrhundert (Wegestein)           | von ortshistorischer Relevanz | 08957128 |
| Weitere Bilder                          | Wegestein | Kraußnitz Alte Blochwitzer Straße (Karte) | 19. Jahrhundert (Wegestein)           | verkehrshistorische Bedeutung | 08957123 |
| Direkt Bild zu diesem Denkmal hochladen | Kaltenbachmühle | Liega (Karte)                             | bezeichnet 1892 (Maschine)            | Sägemaschine eines Sägewerkes; original erhalten und funktionstüchtige Sägemaschine des 19. Jahrhunderts, technikgeschichtlich bedeutsam | 08957108 |
| Weitere Bilder                          | Sachgesamtheit Königlich-Sächsische Triangulierung („Europäische Gradmessung im Königreich Sachsen“); Station 68 Galgenberge | Linz (Karte)                              | bezeichnet 1866 (Triangulationssäule) | Triangulationssäule; Station 2. Ordnung, bedeutendes Zeugnis der Geodäsie des 19. Jahrhunderts, vermessungsgeschichtlich von Bedeutung   | 08957154 |
| Direkt Bild zu diesem Denkmal hochladen | Wegestein | Schönfeld (Karte)                         | 19. Jahrhundert (Wegestein)           | verkehrsgeschichtlich von Bedeutung | 08957200 |
| Weitere Bilder                          | Kursächsische Postmeilensäulen (Sachgesamtheit)                                                                              | Schönfeld Großenhainer Straße (Karte)     | bezeichnet 1722 (Ganzmeilensäule)     | Postmeilensäule; Ganzmeilensäule, verkehrsgeschichtlich von Bedeutung                                                                    | 08957140 |
| Direkt Bild zu diesem Denkmal hochladen | Wegestein | Schönfeld (Karte)                         | 19. Jahrhundert (Wegestein)           | verkehrsgeschichtlich von Bedeutung | 08957201 |

## Stauchitz
| Bild                                    | Bezeichnung                                        | Lage               | Datierung                                                                            | Beschreibung | ID       |
| --------------------------------------- | -------------------------------------------------- | ------------------ | ------------------------------------------------------------------------------------ | --- | -------- |
|                                         | Windmühle Dobernitz                                | Dobernitz (Karte)  | um 1870 (Mühle)                                                                      | Turmholländer (mit Mühlentechnik); mit Seltenheitswert, da vollständig aus Holz errichtet, baugeschichtliche, ortsgeschichtliche und technikgeschichtliche Bedeutung | 08959172 |
| Direkt Bild zu diesem Denkmal hochladen | Eisenbahnbrücke                                    | Panitz (Karte)     | letztes Drittel 19. Jahrhundert (Eisenbahnbrücke)                                    | dreibogige Brücke mit Wangenmauern, wichtiges verkehrsgeschichtliches Zeugnis der Region | 08959212 |
| Direkt Bild zu diesem Denkmal hochladen | Klostermühle                                       | Panitz (Karte)     | 1826 (Müllerwohnhaus)                                                                | Wohngebäude und Scheune eines Mühlenanwesens; ersteres mit Fachwerkobergeschoss und Mansarddach, weitgehend authentisch erhaltene Gebäude (zum Kloster Staucha gehörend), baugeschichtlich und ortsgeschichtlich bedeutend                                                                                             | 08959200 |
| Direkt Bild zu diesem Denkmal hochladen | Straßenbrücke über die Jahna                       | Seerhausen (Karte) | 19. Jahrhundert (Straßenbrücke)                                                      | Steinbogenbrücke, verkehrsgeschichtlich und technikgeschichtlich von Bedeutung | 08959185 |
| Direkt Bild zu diesem Denkmal hochladen | Alte Schmiede; Traditionsschmiede (heute)          | Seerhausen (Karte) | 1835 (Schmiede)                                                                      | Ehemalige Schmiede (mit technischer Ausstattung); Teil der alten Ortsstruktur, baugeschichtlich, technikhistorisch und ortsgeschichtlich von Bedeutung | 08959183 |
| Direkt Bild zu diesem Denkmal hochladen | Jahnatalmühle                                      | Seerhausen (Karte) | bezeichnet 1846 (Mühle)                                                              | Mühlenturm mit angebautem Wohnteil; Wohnteil im Obergeschoss Fachwerk und mit Krüppelwalmdach, der in jüngerer Zeit umgebaute und aufgestockte Mühlentrakt sachlich gestaltet, ortsgeschichtlich und technikgeschichtlich von Bedeutung                                                                                | 08959146 |
| Direkt Bild zu diesem Denkmal hochladen | Transformatorenhäuschen                            | Staucha (Karte)    | 1. Hälfte 20. Jahrhundert (Transformatorenstation)                                   | einfaches Zeugnis der dörflichen Entwicklung mit bauhistorischer und technikgeschichtlicher Relevanz | 08959148 |
| Direkt Bild zu diesem Denkmal hochladen | Wegestein                                          | Stauchitz (Karte)  | 19. Jahrhundert (Wegestein)                                                          | verkehrshistorisch von Bedeutung | 08959132 |
| Direkt Bild zu diesem Denkmal hochladen | Bahnhof Stauchitz; Eisenbahnstrecke Riesa–Chemnitz | Stauchitz (Karte)  | Ende 19. Jahrhundert (Empfangsgebäude)                                               | Empfangsgebäude eines Bahnhofs; charakteristischer gründerzeitlicher Typenbau in gutem Originalzustand, mit verkehrs- und ortshistorischer Qualität | 08959123 |
| Direkt Bild zu diesem Denkmal hochladen | Pappmühle                                          | Stauchitz (Karte)  | bezeichnet 1830 (ehem. Wohnmühlenhaus Nr. 11); 2. Hälfte 19. Jahrhundert (Fabrikbau) | Ehemaliges Wohnmühlenhaus (Nr. 11), Scheune, Seitengebäude (Nr. 10) und Fabrikgebäude (Nr. 9, mit Trockenboden) einer ehemaligen Papiermühle und Pappfabrik; Wohnhaus mit Fachwerk-Obergeschoss und aufwendigen Türportalen, stattliches Mühlenensemble von baugeschichtlicher, technik- und ortshistorischer Relevanz | 08959135 |
| Weitere Bilder                          | Königlich-Sächsische Meilensteine (Sachgesamtheit) | Stauchitz (Karte)  | um 1860 (Halbmeilenstein)                                                            | Meilenstein; Halbmeilenstein mit Krone, Zeugnis der Neuvermessung der Poststraßen im Königreich Sachsen um 1860, verkehrsgeschichtlich bedeutend | 08959134 |
|                                         | Wegestein                                          | Stösitz (Karte)    | 19. Jahrhundert (Wegestein)                                                          | verkehrshistorische Bedeutung | 08959170 |
| Direkt Bild zu diesem Denkmal hochladen | Stösitzer Mühle                                    | Stösitz (Karte)    | bezeichnet 1821 (Mühle)                                                              | Mühlenwohnhaus und Scheune (mit winkelförmigem Anbau) eines Mühlenanwesens; Wohnhaus mit Fachwerk-Obergeschoss und Segmentbogenportal, Scheune verputzter Massivbau, gut erhaltene Gebäude des Mühlenensembles, von baugeschichtlicher und ortshistorischer Bedeutung                                                  | 08959203 |

## Strehla, Stadt
| Bild           | Bezeichnung                                     | Lage                               | Datierung                                                         | Beschreibung | ID       |
| -------------- | ----------------------------------------------- | ---------------------------------- | ----------------------------------------------------------------- | --- | -------- |
| Weitere Bilder | Wasserturm                                      | Strehla Feldstraße (Karte)         | Ende 19. Jahrhundert (Wasserturm)                                 | Wasserturm; technikgeschichtlich von Bedeutung | 09267435 |
| Weitere Bilder | Transformatorenstation                          | Strehla Görziger Straße (Karte)    | 1920er Jahre (Transformatorenstation)                             | Zeugnis für Elektrifizierung des Ortes, technikgeschichtlich von Bedeutung                                                                               | 09267442 |
| Weitere Bilder | Kursächsische Postmeilensäulen (Sachgesamtheit) | Strehla Markt (Karte)              | bezeichnet 1729 (Postdistanzsäule); 1961 Kopie (Postdistanzsäule) | Postmeilensäule; Kopie einer Distanzsäule, verkehrsgeschichtlich von Bedeutung                                                                           | 09267313 |
| Weitere Bilder | Windmühle Strehla                               | Strehla Torgauer Straße 33 (Karte) | 1936 (Mühle)                                                      | Turmholländer; Windmühle mit erhaltenem Räderwerk (seit 1970 Jugendherberge), baugeschichtlich, ortsgeschichtlich und technikgeschichtlich von Bedeutung | 09267436 |

## Thiendorf
| Bild                                    | Bezeichnung                                     | Lage                  | Datierung                            | Beschreibung | ID       |
| --------------------------------------- | ----------------------------------------------- | --------------------- | ------------------------------------ | --- | -------- |
|                                         | Wegestein                                       | Dobra (Karte)         | 19. Jahrhundert (Wegestein)          | verkehrshistorische Bedeutung | 08956985 |
| Weitere Bilder                          | Transformatorenhäuschen                         | Dobra (Karte)         | um 1915 (Transformatorenstation)     | Zeugnis der Elektrifizierung des Ortes, technikgeschichtlich von Bedeutung | 08956994 |
| Weitere Bilder                          | Wegestein                                       | Kleinnaundorf (Karte) | 19. Jahrhundert (Wegestein)          | verkehrshistorische Bedeutung | 08956998 |
| Weitere Bilder                          | Wegestein                                       | Kleinnaundorf (Karte) | 19. Jahrhundert (Wegestein)          | verkehrshistorische Bedeutung | 08957002 |
| Weitere Bilder                          | Wegestein                                       | Kleinnaundorf (Karte) | 19. Jahrhundert (Wegestein)          | verkehrshistorische Bedeutung | 08956996 |
| Direkt Bild zu diesem Denkmal hochladen | Transformatorenhäuschen                         | Naundorf (Karte)      | um 1920 (Transformatorenstation)     | Zeugnis für Elektrifizierung des Ortes, technikgeschichtlich von Bedeutung | 08956672 |
| Direkt Bild zu diesem Denkmal hochladen | Wegestein                                       | Ponickau (Karte)      | 19. Jahrhundert (Wegestein)          | verkehrshistorische Bedeutung | 08957022 |
| Direkt Bild zu diesem Denkmal hochladen | Alte Schmiede                                   | Ponickau (Karte)      | um 1905 (Schmiede)                   | Schmiedewerkstatt (mit Ausstattung) und mit angrenzendem Wohnhaus; Teil der alten Ortsstruktur, ortsgeschichtlich und technikgeschichtlich von Bedeutung                                                 | 08956662 |
| Weitere Bilder                          | Kursächsische Postmeilensäulen (Sachgesamtheit) | Sacka                 | bezeichnet 1722 (Ganzmeilensäule)    | Postmeilensäule; Rest einer Ganzmeilensäule, verkehrsgeschichtlich von Bedeutung | 09304982 |
|                                         | Wegestein                                       | Sacka (Karte)         | bezeichnet 1834 (Wegestein)          | verkehrshistorische Bedeutung | 08956683 |
| Weitere Bilder                          | Wegestein                                       | Stölpchen (Karte)     | 19. Jahrhundert (Wegestein)          | verkehrshistorische Bedeutung | 08956654 |
| Weitere Bilder                          | Fuchsmühle                                      | Stölpchen (Karte)     | um 1800 (Mühle)                      | Ehemaliges Mühlengebäude; landschaftstypischer Fachwerkbau, älteste Mühle der Großgemeinde Thiendorf, bau- und ortsgeschichtlich bedeutend sowie aus lokaler Sicht mit Seltenheitswert                   | 08956655 |
| Direkt Bild zu diesem Denkmal hochladen | Wegestein                                       | Stölpchen (Karte)     | 19. Jahrhundert (Wegestein)          | verkehrshistorische Bedeutung, im Mai 2022 nicht vorhanden | 08956657 |
| Direkt Bild zu diesem Denkmal hochladen | Wegestein                                       | Stölpchen (Karte)     | 19. Jahrhundert (Wegestein)          | verkehrshistorische Bedeutung, im Mai 2022 nicht vorhanden | 08956656 |
|                                         | Wegestein                                       | Tauscha (Karte)       | 19. Jahrhundert (Wegestein)          | verkehrshistorische Bedeutung | 08956987 |
| Direkt Bild zu diesem Denkmal hochladen | Wegestein                                       | Tauscha (Karte)       | 19. Jahrhundert (Wegestein)          | verkehrshistorische Bedeutung | 08956983 |
|                                         | Transformatorenhäuschen                         | Thiendorf (Karte)     | um 1915 (Transformatorenstation)     | Zeugnis der Elektrifizierung des Ortes, technikgeschichtlich von Bedeutung | 08956685 |
| Weitere Bilder                          | Kursächsische Postmeilensäulen (Sachgesamtheit) | Thiendorf (Karte)     | bezeichnet 1722 (Viertelmeilenstein) | Postmeilensäule; Kopie eines Viertelmeilensteins, verkehrsgeschichtlich von Bedeutung | 08956695 |
| Weitere Bilder                          | Kienmühle                                       | Thiendorf (Karte)     | nach 1927 (Mühle)                    | Mühle (mit technischer Ausstattung) sowie Wohnhaus, Stallgebäude, Scheune und Seitengebäude eines Mühlenanwesens; weitgehend original erhaltenes Mühlenhof-Ensemble mit technikgeschichtlicher Bedeutung | 08956673 |
|                                         | Wegestein                                       | Würschnitz (Karte)    | 19. Jahrhundert (Wegestein)          | verkehrshistorische Bedeutung | 08957009 |
| Direkt Bild zu diesem Denkmal hochladen | Wegestein                                       | Zschorna (Karte)      | 19. Jahrhundert (Wegestein)          | verkehrshistorische Bedeutung | 08957015 |

## Weinböhla
| Bild           | Bezeichnung                                        | Lage              | Datierung                                       | Beschreibung | ID       |
| -------------- | -------------------------------------------------- | ----------------- | ----------------------------------------------- | --- | -------- |
| Weitere Bilder | Wegestein                                          | Weinböhla (Karte) | 19. Jahrhundert (Wegestein)                     | Sandsteinstele, markante Inschriftfelder und Richtungsweiser, verkehrsgeschichtlich bedeutend | 09266811 |
| Weitere Bilder | Bahnhof Weinböhla                                  | Weinböhla (Karte) | um 1875 (Empfangsgebäude)                       | Bahnhof mit Empfangsgebäude und daran angebautem Güterschuppen; weitgehend erhaltener sächsischer Kleinstadtbahnhof, Teil der einstigen Berlin-Dresdner Eisenbahn, verkehrsgeschichtliche und eisenbahngeschichtlich bedeutend | 09266789 |
| Weitere Bilder | Königlich-Sächsische Meilensteine (Sachgesamtheit) | Weinböhla (Karte) | um 1860 (Abzweigstein)                          | Meilenstein; Abzweigstein mit Krone und Inschrift, Zeugnis der Neuvermessung der Poststraßen im Königreich Sachsen um 1860, verkehrsgeschichtlich bedeutend                                                                    | 09303054 |
|                | Transformatorenstation                             | Weinböhla (Karte) | Anfang 20. Jahrhundert (Transformatorenstation) | Zeugnis für Elektrifizierung des Ortes, technikgeschichtlich von Bedeutung | 09266819 |
| Weitere Bilder | Wasserwerk                                         | Weinböhla (Karte) | um 1900 (Wasserwerk)                            | im neogotischen Stil, baugeschichtlich und technikgeschichtlich von Bedeutung | 09266889 |

## Wülknitz
| Bild                                    | Bezeichnung                                     | Lage               | Datierung                                          | Beschreibung | ID       |
| --------------------------------------- | ----------------------------------------------- | ------------------ | -------------------------------------------------- | --- | -------- |
| Direkt Bild zu diesem Denkmal hochladen | Grödel-Elsterwerdaer Floßkanal (Sachgesamtheit) | Lichtensee (Karte) | 1742–1748 (Kanal)                                  | Sachgesamtheitsbestandteil Grödel-Elsterwerdaer Floßkanal: Verlauf innerhalb der Gemeinde Wülknitz, OT Lichtensee, Floßkanal (siehe Sachgesamtheitsliste – Obj. 08957205, Nünchritz, Elbstraße); technik- und ortsgeschichtliche Bedeutung als Transportweg von Bau- und Brennholz nach Dresden | 09304005 |
|                                         | Wegestein                                       | Peritz (Karte)     | 19. Jahrhundert (Wegestein)                        | verkehrshistorische Bedeutung | 08958900 |
| Direkt Bild zu diesem Denkmal hochladen | Drei Wegesteine                                 | Peritz (Karte)     | Ende 19. Jahrhundert (Wegestein)                   | von verkehrshistorischer Bedeutung | 09300234 |
|                                         | Grödel-Elsterwerdaer Floßkanal (Sachgesamtheit) | Streumen (Karte)   | 1742–1748 (Kanal)                                  | Sachgesamtheitsbestandteil Grödel-Elsterwerdaer Floßkanal: Verlauf innerhalb der Gemeinde Wülknitz, OT Streumen, Floßkanal (siehe Sachgesamtheitsliste – Obj. 08957205, Nünchritz, Elbstraße); technik- und ortsgeschichtliche Bedeutung als Transportweg von Bau- und Brennholz nach Dresden   | 09304006 |
|                                         | Grödel-Elsterwerdaer Floßkanal (Sachgesamtheit) | Wülknitz (Karte)   | 1742–1748 (Kanal)                                  | Sachgesamtheitsbestandteil Grödel-Elsterwerdaer Floßkanal: Verlauf innerhalb der Gemeinde Wülknitz, OT Wülknitz, Floßkanal (siehe Sachgesamtheitsliste – Obj. 08957205, Nünchritz, Elbstraße); technik- und ortsgeschichtliche Bedeutung als Transportweg von Bau- und Brennholz nach Dresden   | 08958914 |
| Weitere Bilder                          | Bahnhof Wülknitz                                | Wülknitz (Karte)   | 2. Hälfte 19. Jahrhundert (Empfangsgebäude)        | Bahnhof mit Empfangsgebäude, Nebengebäude (Toilettenhäuschen) sowie Güterabfertigungshalle; Empfangsgebäude ein Putzbau im Rundbogenstil des 19. Jahrhunderts, weitgehend authentisch erhaltenes Bahnhofsensemble von verkehrshistorischer Bedeutung                                            | 08958895 |
|                                         | Wegestein                                       | Wülknitz (Karte)   | 19. Jahrhundert (Wegestein)                        | verkehrshistorische Bedeutung | 08958894 |
| Weitere Bilder                          | Zwei Transformatorenhäuschen                    | Wülknitz (Karte)   | 1. Hälfte 20. Jahrhundert (Transformatorenstation) | Zeugnis für die Elektrifizierung des Ortes, technikgeschichtlich von Bedeutung | 08958907 |

## Zeithain
| Bild                                    | Bezeichnung | Lage                     | Datierung                                                          | Beschreibung | ID       |
| --------------------------------------- | --- | ------------------------ | ------------------------------------------------------------------ | --- | -------- |
| Weitere Bilder                          | Wegestein in Einfriedungsmauer                                                                                              | Gohlis (Karte)           | 19. Jahrhundert (Wegestein)                                        | verkehrshistorische Bedeutung | 08956584 |
| Weitere Bilder                          | Sachgesamtheit Königlich-Sächsische Triangulierung („Europäische Gradmessung im Königreich Sachsen“); Station 70 Jacobsthal | Jacobsthal (Karte)       | bezeichnet 1866 (Triangulationssäule)                              | Triangulationssäule; Station 2. Ordnung, bedeutendes Zeugnis der Geodäsie des 19. Jahrhunderts, vermessungsgeschichtlich von Bedeutung | 08956543 |
| Direkt Bild zu diesem Denkmal hochladen | Bahnhof Jacobsthal | Jacobsthal (Karte)       | um 1890 (Bahnhof)                                                  | Empfangsgebäude des Bahnhofs; sehr gut erhaltenes, gründerzeitliches Klinkergebäude, von ortsgeschichtlicher und verkehrsgeschichtlicher Bedeutung, primär aber zeitgeschichtlich bedeutend als Baudenkmal im Zusammenhang mit Verbrechen der Wehrmacht an Kriegsgefangenen im Zweiten Weltkrieg | 08956532 |
| Weitere Bilder                          | Transformatorenstation | Jacobsthal (Karte)       | um 1915 (Transformatorenstation)                                   | Zeugnis der Elektrifizierung des Ortes, technikgeschichtlich von Bedeutung | 08956604 |
| Weitere Bilder                          | Windmühle Lorenzkirch | Lorenzkirch (Karte)      | 19. Jahrhundert (Mühle)                                            | Turmholländer (Rest); weithin von den umliegenden Orten sichtbares, die Felderlandschaft hinter dem Hochwasserdamm prägendes Markzeichen, ortsgeschichtlich und technikgeschichtlich von Bedeutung                                                                                               | 08956648 |
|                                         | Windmühle Moritz | Moritz (Karte)           | bezeichnet 1876 (Mühle)                                            | Turmholländer; typisches Zeugnis des dörflichen Handwerks mit ortsgeschichtlicher und technikgeschichtlicher Qualität, ortsbildprägende Windmühle ohne Flügel | 08958873 |
|                                         | Transformatorenstation | Neudorf (Karte)          | um 1915 (Transformatorenstation)                                   | Zeugnis der Elektrifizierung des Ortes, technikgeschichtlich von Bedeutung | 08956602 |
| Weitere Bilder                          | Wasserturm | Neudorf (Karte)          | um 1870 (Wasserturm)                                               | Wasserturm und Nebengebäude; original erhaltenes Zeugnis der Trinkwasserversorgung des Zeithainer Truppenübungsplatzes, technik- und ortsgeschichtlich bedeutend, in ortsbildprägender Lage | 08956530 |
|                                         | Wasserturm | Röderau-Bobersen         | Ende 19. Jahrhundert (Wasserturm); Ende 19. Jahrhundert (Wohnhaus) | Wasserturm und Wohnhaus auf dem Eisenbahngelände; Ziegelsteinbauten, ehemals in funktionalem Zusammenhang mit dem Bahnhof Röderau, wasserbautechnische Zeugnisse der Verkehrsgeschichte, weitgehend authentisch erhalten                                                                         | 08958881 |
| Weitere Bilder                          | Wegestein | Röderau-Bobersen (Karte) | 19. Jahrhundert (Wegestein)                                        | verkehrshistorische Bedeutung | 08958890 |
| Weitere Bilder                          | Windmühle Zschepa | Zschepa (Karte)          | 1852 (Mühle)                                                       | Bockwindmühle mit vollständiger technischer Ausstattung; gut erhaltene, ortsbildprägende Mühle von technikgeschichtlicher und ortsgeschichtlicher Bedeutung | 08956605 |